# Lech Poznań

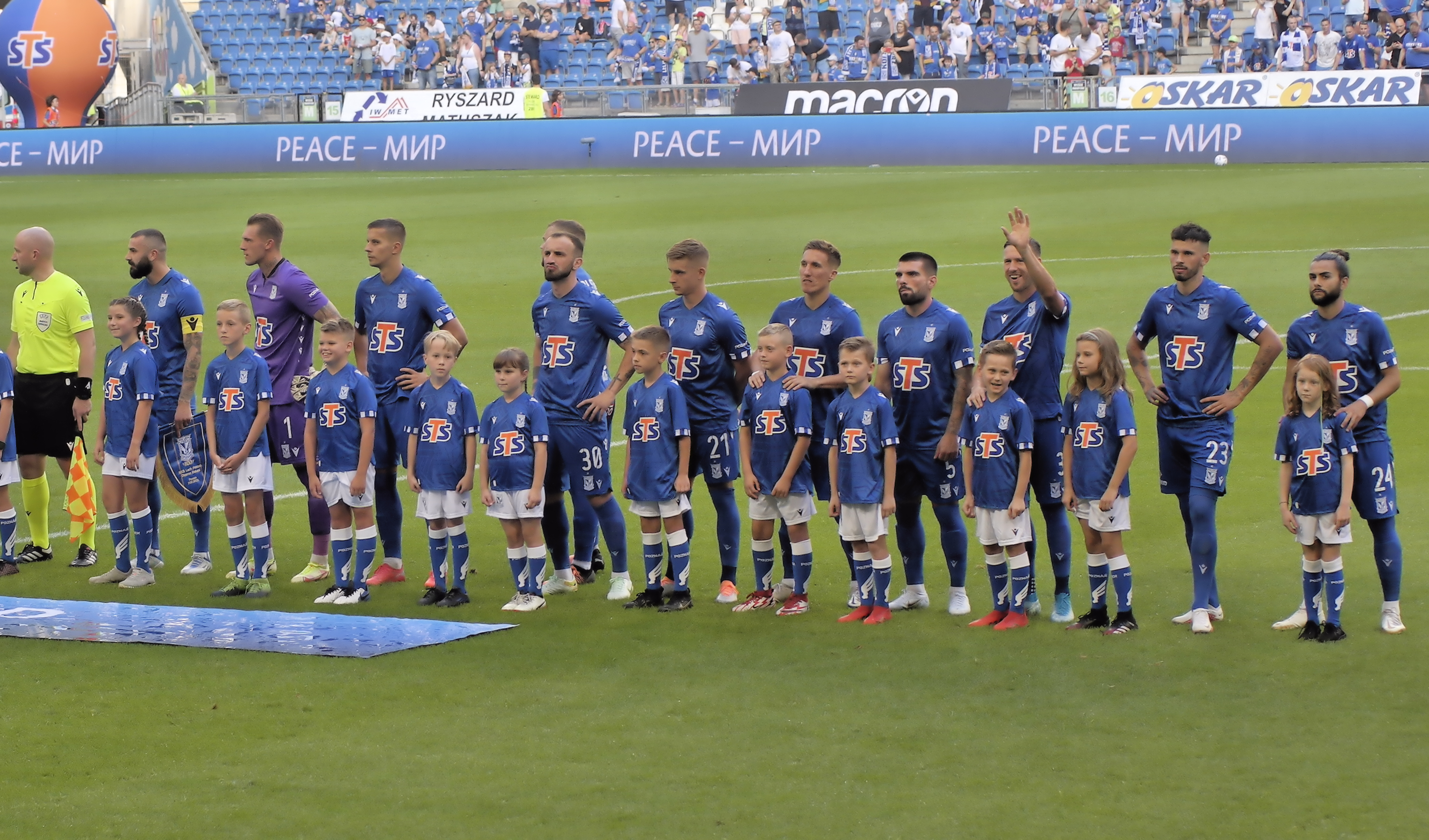
Wyjściowy skład w lipcu 2022

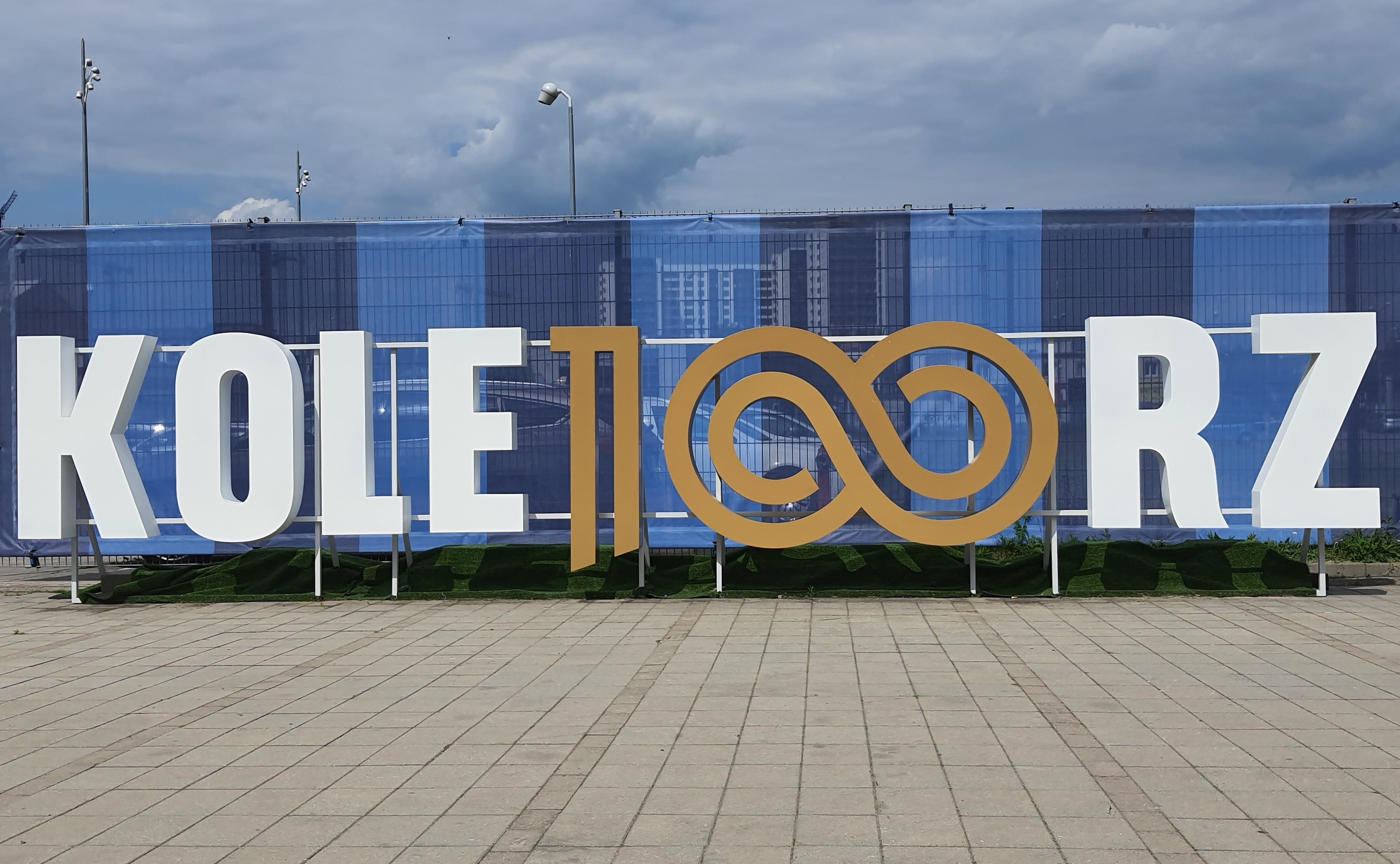
Jubileuszowe logo z okazji stulecia klubu

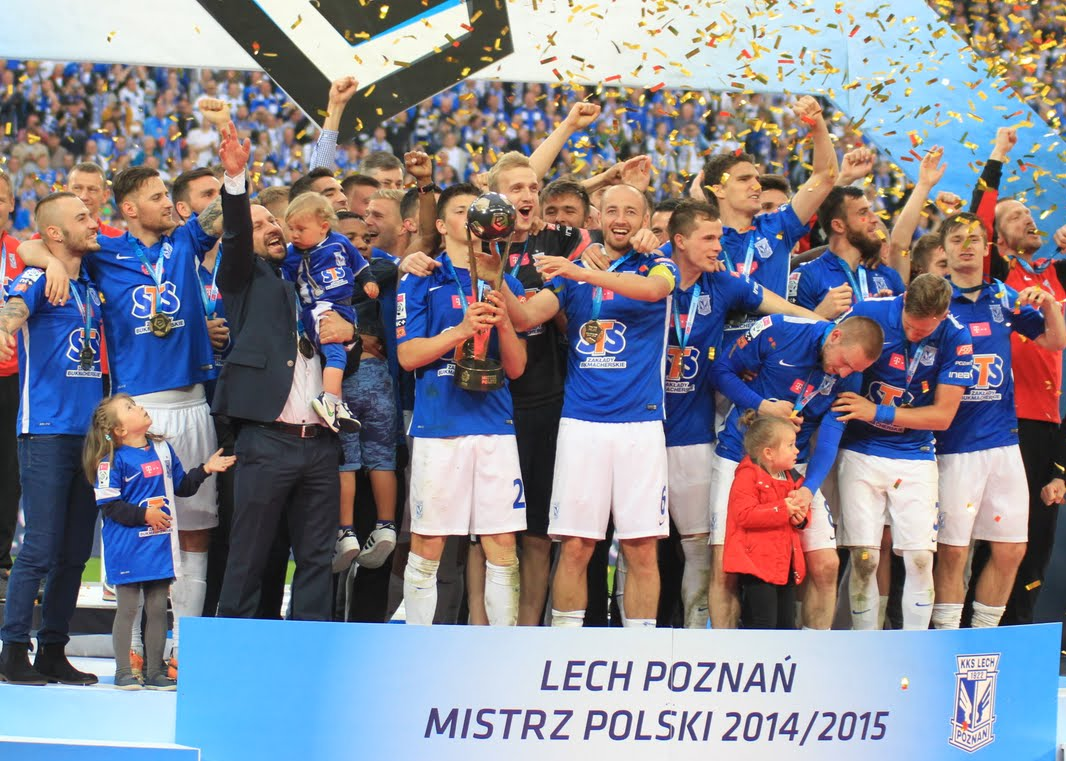
Piłkarze Lecha świętujący mistrzostwo kraju w sezonie 2014/15

KKS Lech Poznań SA – polski klub piłkarski z siedzibą w Poznaniu występujący w Ekstraklasie, aktualny mistrz Polski w piłce nożnej z sezonu 2024/2025.
Klub jest najbardziej znany z osiągnięć piłki nożnej, jako 9-krotny Mistrz Polski, 3-krotny wicemistrz Polski, 5-krotny zdobywca Pucharu Polski, 6-krotny zdobywca Superpucharu Polski, zajmujący 4. miejsce w tabeli wszech czasów ekstraklasy, ale działał dawniej jako wielosekcyjny prowadząc m.in. sekcje boksu, brydża, gimnastyki, hokeja na trawie, kajakarstwa, kolarstwa, koszykówki, kręglarstwa klasycznego, lekkiej atletyki, łucznictwa, piłki ręcznej, podnoszenia ciężarów, pływania, siatkówki, strzelectwa, szachów, szermierki, tenisa stołowego, zapasów. Największe sukcesy sportowe odnosiła sekcja koszykówki mężczyzn, mająca na swoim koncie 11 tytułów mistrzowskich oraz 7 tytułów wicemistrzowskich notując również największe sukcesy w historii klubu na arenie międzynarodowej w postaci awansu do 1/2 finału Pucharu Europejskich Mistrzów Krajowych w sezonie 1958/59 oraz 1/4 finału tychże rozgrywek w sezonie 1989/90.

## Historia
Założony został w początkach sierpnia 1920 roku w miejscowości Dębiec (teren dzisiejszego Poznania) jako Lutnia Dębiec.
Pierwszym prezesem wybrano w 1921 roku Jana Nowaka (ur. 1902), skarbnikiem został Jan Dyzman (ur. 1904), a sekretarzem Leon Nowicki (ur. 1904) – wszyscy byli mieszkańcami Dębca. Wcześniejsze informacje jakoby Lech Poznań został założony w roku 1920 okazały się niepotwierdzone. W marcu 1922 Lutnia została przyjęta do Poznańskiego ZOPN, ale nie miało to nic wspólnego z założeniem klubu. Wcześniej klub musiał zorganizować zebranie założycielskie, wybrać władze, przyjąć statut, spisać protokół, zatwierdzić statut i być wpisany do rejestru stowarzyszeń, dopiero później mógł ubiegać się o przyjęcie do związku.
Lech został założony jako Lutnia w sierpniu 1920. Potwierdzają ten fakt obchody siedmiolecia istnienia klubu, obchodzone w roku 1927, o czym donosi poznańska prasa. Co roku założenie klubu obchodzono właśnie w sierpniu, potwierdza to także najstarszy zachowany dyplom. W roku 1961 tę samą datę założenia klubu (1920) opublikował katowicki „Sport”. Monografia wydana na 50-lecie klubu, napisana w oparciu o relacje żyjących działaczy trzykrotnie podaje, że Lutnia została założona w roku 1920. 2 stycznia 1925 miejscowość Dębiec została przyłączona do miasta Poznania a klub zmienił swą nazwę z Towarzystwa Sportowego Liga Dębiec na Towarzystwo Sportowe Liga Poznań. Środowisko związane z klubem odwołuje się do dnia 19 marca 1922, choć data ta nie figuruje w żadnym dokumencie ani artykule prasowym. Została ona określona hipotetycznie na podstawie komunikatu Poznańskiego OZPN, który ukazał się na łamach czasopisma Sport Polski. Nieprawdziwe jest twierdzenie, jakoby jeden z wiceprezesów klubu w 1962 roku ogłosił oficjalnie tę datę przed meczem z Łódzkim Klubem Sportowym. Wówczas uznano, że Lech Poznań powstał we wrześniu 1922 na potrzeby uroczystej akademii i taką datę ogłoszono. Potwierdza ją książka Edmunda Pocholskiego wydana w roku 1962. Przez 65 lat istnienia klubu nigdy nie obchodzono uroczyście marca 1922 jako ważnego wydarzenia w jego dziejach.
Od 1 maja 1930 działał jako Klub Sportowy Kolejowego Przysposobienia Wojskowego, pod patronatem Polskich Kolei Państwowych. 16 stycznia 1957 na zebraniu sprawozdawczo-wyborczym klubu postanowiono nadać nową nazwę Klub Sportowy Lech Poznań, następnie zmienioną 15 grudnia tego roku na Kolejowy Klub Sportowy Lech Poznań. 16 czerwca 1994 zostało zarejestrowane stowarzyszenie Poznański Klub Piłkarski Lech Poznań. Uchwałą Zarządu Kolejowego Klubu Sportowego „Lech” z dnia 20 czerwca tego roku sekcja piłki nożnej została przekazana temu stowarzyszeniu. Zarząd wyraził zgodę na kontynuowanie dalszych rozgrywek ligowych pod nazwą Poznański Klub Piłkarski „Lech” w Poznaniu. Dnia 29 marca 1996 roku Nadzwyczajne Walne Zebranie KKS Lech podjęło uchwałę o rozwiązaniu stowarzyszenia kultury fizycznej Kolejowy Klub Sportowy „Lech” w Poznaniu na podstawie własnej uchwały. Nadzwyczajne Walne Zebranie KKS „Lech” podjęło także uchwałę o przekazaniu Poznańskiemu Klubowi Piłkarskiemu „Lech” w Poznaniu jako kontynuatorowi tradycji sportowych o kolejno brzmiących nazwach: Lutnia, TS Liga Dębiec, KPW, ZZK Kolejarz i KKS „Lech”: Sztandar KKS „Lech”, Logo klubowe KKS „Lech” oraz trofea i pamiątki zdobyte i otrzymane przez sekcję piłki nożnej KKS „Lech”.
W 1998 roku zmieniono nazwę klubu na Wielkopolski Klub Piłkarski Lech Poznań (w skrócie WKP Lech Poznań).
W wyniku przejęcia praw niematerialnych do marki i tradycji klubu piłkarskiego Lech od stowarzyszenia Wielkopolski Klub Piłkarski przez holding Amica, spółka sportowa Amica Sport SSA od 30 maja 2006 zmieniła nazwę na KKS Lech Poznań SA, a klub przystąpił do sezonu 2006/07 Ekstraklasy na licencji sportowej Amiki.

## Sukcesy
| \| \| Zdobyte trofea w rozgrywkach Polski (stan na: 13-07-2025) \| |                                                           |             |                                                      |
| Rozgrywki                                                          | Osiągnięcie                                               | Razy        | Sezon(y)                                             |
| Mistrzostwo                                                        | I miejsce                                                 | 9           | 1983, 1984, 1990, 1992, 1993, 2010, 2015, 2022, 2025 |
| Mistrzostwo                                                        | II miejsce                                                | 3           | 2013, 2014, 2020                                     |
| Mistrzostwo                                                        | III miejsce                                               | 7           | 1949, 1950, 1978, 2009, 2017, 2018, 2023             |
| Puchar                                                             | zdobywca                                                  | 5           | 1982, 1984, 1988, 2004, 2009                         |
| Puchar                                                             | finalista                                                 | 6           | 1980, 2011, 2015, 2016, 2017, 2022                   |
| Superpuchar                                                        | zdobywca                                                  | 6* (rekord) | 1990, 1992, 2004, 2009, 2015, 2016                   |
| Superpuchar                                                        | finalista                                                 | 5           | 1983, 1988, 2010, 2022, 2025                         |
| Polska                                                             | Zdobyte trofea w rozgrywkach Polski (stan na: 13-07-2025) |             |                                                      |

Sukcesy międzynarodowe:
Puchar Europy Mistrzów Krajowych / Liga Mistrzów:
- 1/8 finału Ligi Mistrzów UEFA/PEMK – 1990/91

Puchar Zdobywców Pucharów:
- 1/8 finału Pucharu Zdobywców Pucharów (2 razy) – 1982/83, 1988/89

Puchar Miast Targowych / Puchar UEFA / Liga Europy:
- Faza grupowa i awans do 1/16 Pucharu UEFA – 2008/09
- Faza grupowa i awans do 1/16 Ligi Europy – 2010/2011
- Zwycięzca grupy w Pucharze Lata (2 razy) – 1986, 1990

Liga Konferencji Europy:
- Awans do ćwierćfinału Ligi Konferencji Europy – 2022/2023

Pozostałe sukcesy:
- Półfinalista Pucharu Ligi Polskiej – 1977
- Drużyna Roku w Plebiscycie Przeglądu Sportowego – 2008

Sukcesy regionalne:
- Wicemistrz Wielkopolski (4 razy):  1933, 1938, 1939, 1946
- Brązowy Medalista Mistrzostw Wielkopolski (2 razy):  1932, 1937

Sukcesy drużyn młodzieżowych:
- Wicemistrz Młodej Ekstraklasy (1 raz):  2013
- Brązowy Medalista Młodej Ekstraklasy (1 raz):  2010
- Mistrz Polski juniorów starszych (3 razy):  1987, 1995, 2018, 2023
- Wicemistrz Polski juniorów starszych (5 razy):  1998, 2009, 2010, 2012, 2015
- Brązowy Medalista Mistrzostw Polski juniorów starszych (7 razy):  1937, 1985, 1992, 1994, 2014, 2016, 2017
- Mistrz Polski juniorów młodszych (5* razy):  2009, 2014, 2015, 2016, 2017 (*rekord)
- Wicemistrz Polski juniorów młodszych: (5 razy)  1996, 1997, 2012, 2019, 2021

Sukcesy indywidualne:
Królowie strzelców (12 razy):
(3 razy) Teodor Anioła (1949, 1950, 1951)
(1 raz) Mirosław Okoński (1983)
(1 raz) Andrzej Juskowiak (1990)
(2 razy) Jerzy Podbrożny (1992, 1993)
(1 raz) Piotr Reiss (2007)
(1 raz) Robert Lewandowski (2010)
(1 raz) Artjoms Rudņevs (2012)
(1 raz) Marcin Robak (2017)
(1 raz) Christian Gytkjær (2020)

## Władze klubu

### Informacje korporacyjne
- Numer w Krajowym Rejestrze Sądowym: 0000116034
- Prezes Zarządu: Karol Klimczak, Piotr Rutkowski
- Dyrektor Sportowy: Tomasz Rząsa
- Dyrektor Finansowy: Tomasz Kacprzycki
- Szef Skautingu: Jacek Terpiłowski
- Dyrektor Działu Organizacji i Bezpieczeństwa: Henryk Szlachetka
- Dyrektor Sportowy Akademii: Marcin Wróbel
- Wicedyrektor Szkolenia Akademii: Amilcar Carvalho
- Dyrektor Handlowy: Marcin Wierzejewski
- Dyrektor ds. Sprzedaży Biznesowej: Marcin Grotkiewicz
- Rzecznik Prasowy: Adrian Gałuszka
- Menedżer ds. komunikacji i relacji z otoczeniem: Maciej Henszel
- Kierownik Działu Marketingu Wizerunkowego: Wojciech Terpiłowski
- Kierownik Działu Marketingu Produktowego: Wiktor Bednarek

## Sztab szkoleniowy i medyczny
Sztab szkoleniowy i medyczny w sezonie 2025/2026
- Trener: Niels Frederiksen
- Asystenci trenera: Sindre Tjelmeland, Hubert Wędzonka, Markus Uglebjerg
- Trener bramkarzy: Dominik Kubiak
- Trenerzy przygotowania fizycznego: Karol Kikut, Antonin Čepek
- Kierownik drużyny: Mariusz Skrzypczak
- Analityk: Hubert Barański
- Lekarze: Rafał Hejna, Tomasz Jaśkowiak, Patrick Buliński, Aleksander Zych
- Fizjoterapeuci: Maciej Łopatka, Marcin Lis, Maciej Smuniewski, Bartosz Górecki
- Specjalista od spraw suplementacji: Patryk Wiśniewski
- Kucharz: Artur Dzierzbicki
- Magazynier: Sławomir Mizgalski

## Sponsorzy i partnerzy klubu
- Sponsor strategiczny: Superbet
- Sponsor główny: Kompania Piwowarska (marka Lech Pils)[9],
- Sponsor techniczny: Macron[10], Stiga[11]
- Partnerzy: Body Chief, Mascot Workwear, Autopay, Aztorin, Reoptis, Enea, AdShock
- Patroni medialni: ESKA,
- Partner medyczny: Rehasport
- Oficjalny partner: miasto Poznań
- Oficjalny przewoźnik: Centrum Turystyki Oskar[12]
- Partner Akademii: Catapult

## Kalendarium
- sierpień 1920 – założenie klubu Lutnia Dębiec w miejscowości Dębiec (obszar dzisiejszego Poznania) przez byłych członków KSMu, którzy chcieli stworzyć własną niezależną drużynę piłkarską. Założycielami klubu byli: Jan Nowak, Antoni Dyzman, Jan Dyzman, Leon Nowicki, Józef Magdziak, Kazimierz Zmuda, Stanisław Nowicki, Stefan Fiedler, Józef Gośliński, Leon Stachowski, Józef Blumreder i Jan Wojtek
- marzec 1922 – przyjęcie klubu Lutnia Dębiec w poczet członków Poznańskiego Związku Okręgowego Piłki Nożnej
- kwiecień 1922 – zmiana nazwy na Towarzystwo Sportowe Liga Dębiec
- maj 1922 – TS Liga Dębiec rozegrało wyjazdowy mecz towarzyski z Uranią Starołęka, zakończony remisem 1:1
- wrzesień 1922 – klub stał się dzierżawcą boiska przy ulicy Grzybowej na poznańskim Dębcu
- 17 września 1922 – rozegrano mecz na boisku przy ul. Grzybowej, w towarzyskim spotkaniu Liga Dębiec zremisowała 1:1 z Spartą Poznań
- 29 czerwca 1924 Liga Dębiec rozegrała pierwszy mecz w ramach rozgrywek C-klasy, pokonując Ruch Poznań 5:3, wynik tego meczu później zweryfikowano na walkower 3:0
- styczeń 1925 – po przyłączeniu Dębca do Poznania zamieniono w nazwie Dębiec na Poznań i powstało Towarzystwo Sportowe Liga Poznań
- sierpień 1927 – klub obchodził siedmiolecie swego istnienia
- listopad 1927 – awans do klasy B
- 1 maja 1930 – zmiana nazwy na Klub Sportowy Kolejowego Przysposobienia Wojskowego Poznań Dworzec, po 3 latach skrócona do KS KPW Poznań, od tej chwili kolej stała się głównym „sponsorem” Lecha na 64 lata
- 20 grudnia 1931 – awans do najlepszych drużyn z okręgu, czyli A-klasy, wcześniej w 1927 r. klub uzyskał promocję do B-klasy
- 20 marca 1932 – pierwszy mecz w A-klasie, KPW zwyciężył Polonię Leszno wynikiem 3:2
- 23 września 1934 – po wygaśnięciu umowy o dzierżawę boiska przy ul. Grzybowej poznaniacy przeprowadzili się na Stadion na Dębcu, gdzie swój pierwszy mecz rozegrali 23 września 1934 roku z rezerwami Warty Poznań, pokonując ją 4:0
- 12 października 1937 w półfinale mistrzostw Polski juniorów w Katowicach KPW zremisował 0:0 z Wisłą Kraków, w powtórzonym meczu młodzi piłkarze KPW przegrywają w Krakowie 1:5
- 1941 – w rozgrywanych w czasie II wojny światowej polskich mistrzostwach konspiracyjnych Poznania, drużyna dzielnicy Dębiec, w której występowali zawodnicy KS KPW zajęła pierwsze miejsce[h]
- 14 marca 1945 – tuż po zakończeniu walk II wojny światowej w Poznaniu pierwszym reaktywowanym klubem w mieście był Lech, wtedy Kolejowy Klub Sportowy Poznań
- 1946 – w rozgrywkach finałowych A-klasy, KKS odniósł najwyższe zwycięstwo w historii – rozgromił wówczas na Dębcu Polonię Poznań 18:2
- 17 marca 1947 – kolejna zmiana nazwy – Klub Sportowy Związku Zawodowego Kolejarzy Poznań[13]
- 1947 – walka o reaktywowaną ekstraklasę; KS ZZK zajął 4. miejsce (niepremiowane awansem) w bardzo silnej grupie I, ale złożył protest, który został uwzględniony w lutym 1948; KS ZZK razem z Widzewem Łódź został dokooptowany do składu ekstraklasy
- 14 marca 1948 debiut Lecha w I lidze, w Łodzi poznaniacy przegrali z Widzewem 4:3
- 1 maja 1949 – w drugim sezonie w ekstraklasie, klub zmienił nazwę na Zrzeszenie sportowe Kolejarz Poznań
- 16 stycznia 1957 – pierwszy raz w nazwie klubu pojawiło się słowo „Lech” – Klub Sportowy Lech Poznań
- 1957 – pierwsze pożegnanie z I ligą, w tamtym okresie o sile zespołu decydował przede wszystkim Teodor Anioła, zawodnik, który zdobył dla Lecha najwięcej bramek w historii – 139; był także trzykrotnym królem strzelców polskiej ligi (1949–1951) i przez dwa lata tworzył słynny tercet „ABC”, wraz z Edmundem Białasem i Henrykiem Czapczykiem
- 15 grudnia 1957 – powrót do pierwszej powojennej nazwy – KKS – Kolejowy Klub Sportowy Lech Poznań
- 1960 – powrót po 3 sezonach do ekstraklasy, jednak po 3 latach (1963) zespół został zdegradowany do II ligi, aż na 9 lat
- 1 marca 1960 – katowicki "Sport" opublikował informację, że Lech Poznań został założony w 1920 roku
- 1972 – pod wodzą Edmunda Białasa KKS powrócił do grona najlepszych drużyn w Polsce i został pobity rekord frekwencji na meczach Lecha – podczas meczu z Zawiszą Bydgoszcz (4:2) na Stadionie im. 22 lipca zasiadło 60 tys. widzów
- październik 1976 – stanowisko I trenera obejmuje Jerzy Kopa, drużyna zajmowała wtedy ostatnie miejsce w tabeli, mając po 11 kolejkach zaledwie 2 zdobyte punkty, jednak po „Cudzie w Błażejewku” na półmetku rozgrywek była już przedostatnia, a ostatecznie zespół utrzymał się w lidze
- 1978 – 3. miejsce w ekstraklasie i uzyskanie pierwszej możliwości występu w europejskich pucharach [i]
- 13 września 1978 – pierwszy mecz Lecha w europejskich pucharach, w Duisburgu KKS przegrał z tamtejszą MSV, aż 5:0; w rewanżu na Stadionie im. 22 lipca Lech przegrał 2:5
- grudzień 1979 – posadę trenera objął Wojciech Łazarek, który stworzył mistrzowską drużynę na początku lat 80.
- 9 maja 1980 – Lech przegrał w finale Pucharu Polski w Częstochowie z Legią Warszawa 0:5
- 23 sierpnia 1980 – po 12 latach budowy otwarcie Stadionu Miejskiego w Poznaniu, w meczu inauguracyjnym padł remis KKS Lech Poznań – Motor Lublin 1:1
- 19 maja 1982 – Lech Poznań wygrał swój pierwszy Puchar Polski, we Wrocławiu pokonał Pogoń Szczecin 1:0
- 1983/1984 – Lech zdobył dwa tytuły mistrzowskie i kolejny Puchar Polski, a na arenie europejskiej grał z Athletic Bilbao i Liverpoolem, jednak przegrał z każdą z nich w I fazie rozgrywek; do największych sław Lecha tamtych lat zaliczali się Piotr Mowlik, Hieronim Barczak, Józef Szewczyk, Józef Adamiec, Krzysztof Pawlak, Janusz Kupcewicz, Henryk Miłoszewicz oraz Mirosław Okoński
- 1986 – pierwsze zwycięstwo w grupie rozgrywek Pucharu Lata.
- 23 czerwca 1988 – w finale Pucharu Polski w Łodzi Lech po rzutach karnych (3:2) pokonał Legię Warszawa.
- 26 października 1988 – Lech Poznań zremisował z FC Barceloną 1:1 na wyjeździe.
- 9 listopada 1988 – Hiszpanie w rewanżu na Bułgarskiej pokonali Lecha dopiero po rzutach karnych.
- 1990 – KKS zdobył swój trzeci tytuł mistrzowski i pierwszy Superpuchar Polski w dziejach oraz drugie zwycięstwo swojej grupy w Pucharze Lata.
- 19 września 1990 – Lech pokonał Panathinaikos Ateny w Poznaniu 3:0, a w rewanżu w Atenach 2:1 i uzyskał awans do dalszej rundy.
- 25 października 1990 – zwycięstwo na własnym stadionie z Olympique Marsylia 3:2, w meczu rewanżowym zespół wystąpił w drugim składzie po zatruciu pokarmowym i przegrywa 1:6.
- 1992 – Lech Poznań po raz czwarty został najlepszą drużyną w kraju i zdobył kolejny Superpuchar Polski.
- 1993 – Lech został piąty raz mistrzem Polski po unieważnieniu przez PZPN wybranych wyników ostatniej kolejki[g].
- 16 czerwca 1994 – po 37 latach zmieniono nazwę na Poznański Klub Piłkarski Lech Poznań.
- 9 lipca 1998 – jedenasta z kolei zmiana nazwy klubu – powstał Wielkopolski Klub Piłkarski Lech Poznań.
- 2000 – po 28 latach Lech Poznań spadł z I ligi.
- 23 marca 2002 – na 80-lecie istnienia klubu Lech wygrał z Tłokami Gorzyce 3:0.
- 2002 – po 2 sezonach w II lidze zespół powrócił do I ligi.
- 27 lipca 2003 – został rozegrany Puchar Lecha 2003, w meczu finałowym Maccabi Tel Awiw po rzutach karnych pokonało Málaga CF 5:4
- 2003 – rozpoczęcie prac na Stadionie Miejskim, początkowo dobudowa brakującej trybuny, a następnie ze względu na organizację przez Polskę i Ukrainę Mistrzostw Europy w Piłce Nożnej 2012 modernizacja całego stadionu która zakończyła się we wrześniu 2010 roku.
- 2004 – Czesław Michniewicz zdobył z drużyną Puchar Polski pokonując Legię Warszawa w dwumeczu finałowym 2:1 (wygrana 2:0 w Poznaniu i przegrana 0:1 w Warszawie) oraz Superpuchar Polski wygrywając z Wisłą Kraków w rzutach karnych
- 30 maja 2006[j] – Połączenie KS Amica Wronki z WKP Lech Poznań. Powstał klub przekształcony własnościowo pod nazwą KKS Lech Poznań, który został zgłoszony do rozgrywek ligowych na licencji Amiki Wronki[14].
- 17 marca 2007 – w meczu z okazji 85-lecia, Lech pokonał Koronę Kielce 3:0 dzięki bramkom Jakuba Wilka, Piotra Reissa i Przemysława Pitrego
- 17 maja 2007 – Lech jako pierwsza drużyna w kraju uruchomiła swoją telewizję klubową
- 2 października 2008 – Lech zwyciężył po dogrywce Austrię Wiedeń 4:2 w Poznaniu (w dwumeczu 5:4), czym zapewnia sobie awans do fazy grupowej Pucharu UEFA. We wcześniejszych rundach Lech wyeliminował Xəzər Lenkoran i Grasshopper Zurych.
- 17 grudnia 2008 – Lech pokonał w Rotterdamie Feyenoord 1:0 i awansuje do III rundy Pucharu UEFA zajmując 3. miejsce w grupie.
- 19 maja 2009 – po raz piąty w historii poznaniacy zdobyli Puchar Polski w piłce nożnej pokonując w finale Ruch Chorzów 1:0 na Stadionie Śląskim.
- 25 lipca 2009 – Lech w rzutach karnych pokonał z Wisłą Kraków i po raz kolejny zdobył Superpuchar Polski.

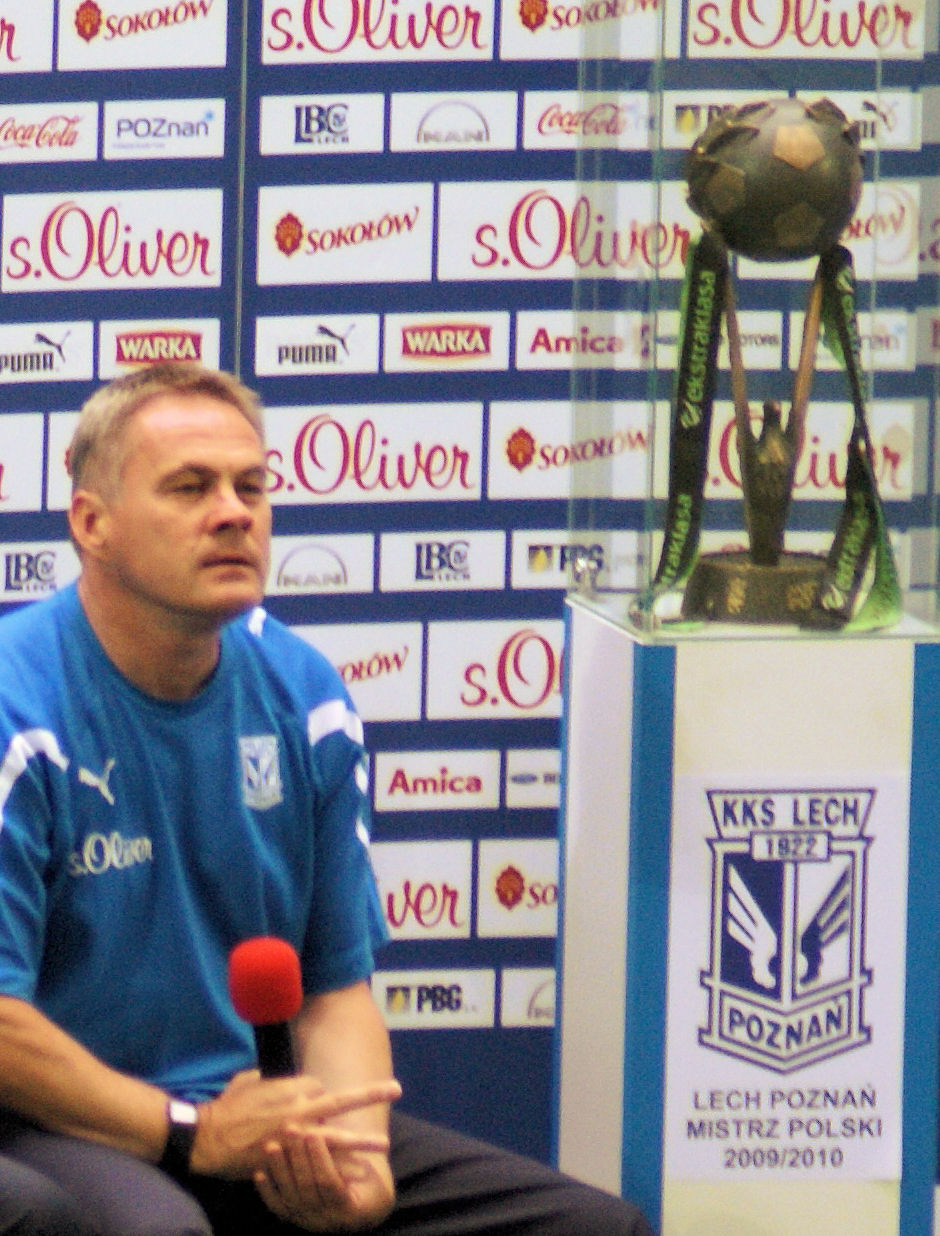
Trener Jacek Zieliński oraz Puchar Mistrza Polski za sezon 2009/2010

- 15 maja 2010 – Lech wygrał w Poznaniu 2:0 z Zagłębiem Lubin i po raz szósty w historii został mistrzem Polski.
- 19 i 26 sierpnia 2010 – Lech wygrał dwumecz z Dniprem Dniepropetrowsk (na wyjeździe 1:0 po golu Manuela Arboledy, u siebie 0:0) i jako jedyny polski klub piłkarski wystąpił w europejskich pucharach w sezonie 2010/2011.
- 27 sierpnia 2010 – w Monako rozlosowano grupy Ligi Europy – Lech trafił do grupy z Juventusem, Manchesterem City i Red Bull Salzburg.
- 16 września 2010 – Lech zremisował z Juventusem 3:3 na Stado Olimpico w Turynie. Wszystkie trzy bramki dla poznańskiej drużyny zdobył Artjoms Rudņevs
- 30 września 2010 – Lech Poznań pokonał Red Bull Salzburg 2:0. Gole dla Lecha zdobyli Manuel Arboleda i Sławomir Peszko.
- 21 października 2010 – Lech poniósł porażkę z Manchesterem City 1:3. Honorowego gola dla Poznaniaków strzelił Joël Tshibamba
- 4 listopada 2010 – Lech wygrał z Manchesterem City 3:1. Gole zdobyli Dimitrije Injac, Manuel Arboleda i Mateusz Możdżeń.
- 1 grudnia 2010 – Lech po bramce Artjomsa Rudnevsa zremisował z Juventusem 1:1 zapewniając sobie awans do kolejnej fazy rozgrywek Ligi Europy 2010/2011.
- 16 grudnia 2010 – Lech po bramce Semira Stilicia wygrał ostatni mecz w fazie grupowej Ligi Europy z Red Bullem Salzburg.
- 17 grudnia 2010 – Lech w losowaniu par 1/16 finału Ligi Europy trafia na portugalski zespół SC Braga.
- 17 lutego 2011 – Lech Poznań w 1/16 finału Ligi Europy dzięki bramce Artjomsa Rudnevsa pokonał w pierwszym meczu u siebie portugalski Sporting Braga 1:0. Był to pierwszy oficjalny mecz „Kolejorza” w 2011 roku.
- 24 lutego 2011 – Lech Poznań został pokonany przez portugalski zespół Sporting Braga 0:2 i w rezultacie odpadł z rozgrywek Ligi Europy.
- 24 lutego 2012 – José Mari Bakero został zwolniony z pozycji pierwszego trenera, z powodu niezadowalających wyników w Ekstraklasie.
- 2 czerwca 2013 – Lech Poznań wygrał 2:0 z Koroną Kielce i po raz pierwszy w 91-letniej historii zajął 2.miejsce. W tym samym meczu padł 1000. gol dla Lecha na stadionie przy ul. Bułgarskiej. Strzelcem gola był Gergő Lovrencsics.
- 2 maja 2015 – Lech przegrał 1:2 finał Pucharu Polski z Legią Warszawa

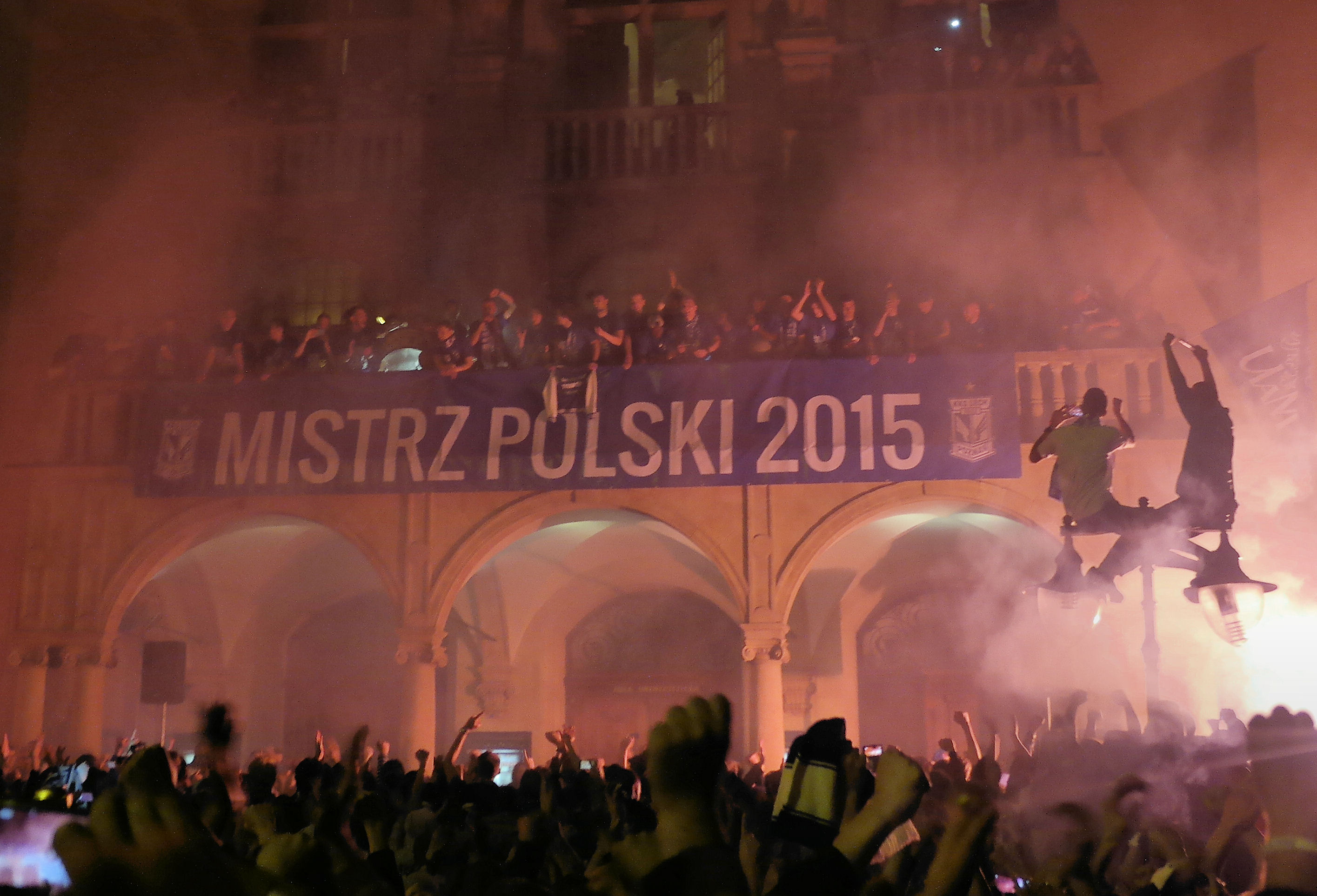
Feta na placu Mickiewicza, po zdobyciu Mistrzostwa Polski, 7 czerwca 2015

- 7 czerwca 2015 – Lech w Poznaniu remisuje z Wisłą Kraków i zdobywa po raz siódmy tytuł Mistrza Polski
- 10 lipca 2015 – Lech w Poznaniu wygrywa 3:1 z Legią Warszawa, zdobywając po raz piąty Superpuchar Polski
- 7 lipca 2016 – Lech w Warszawie wygrywa 4:1 z Legią Warszawa, zdobywając po raz szósty Superpuchar Polski
- marzec 2017 – ukazała się książka "Lech Poznań – przemilczana prawda" która przyniosła ważne informacje na temat założenia klubu
- 2 maja 2017 – Lech w Warszawie przegrywa po dogrywce 1:2 finał Pucharu Polski z Arką Gdynia
- 26 września 2017 – reprezentant Lecha Poznań Karol Klimczak został wybrany przewodniczącym Rady Nadzorczej Ekstraklasa SA w kadencji 2017/18
- początek sierpnia 2020 – upłynęło 100 lat od chwili założenia KKS Lech Poznań, pierwotnie pod nazwą Lutnia Dębiec, klub zignorował ten jubileusz
- 1 października 2020 - Lech awansował do fazy grupowej Ligi Europy 2020/2021.
- 10 grudnia 2020 - Lech poniósł porażkę 0:2 na własnym stadionie z Rangers F.C. i zajął 4. miejsce w grupie D Ligi Europy 2020/2021.
- 27 stycznia 2021 - Piotr Rutkowski przejmuje pakiet większościowy akcji Lecha Poznań stając się właścicielem klubu.
- 21 maja 2022 - Lech zdobywa po raz ósmy tytuł Mistrza Polski.
- 12 lipca 2022 - Lech odpada w pierwszej rundzie kwalifikacyjnej Ligi Mistrzów z mistrzem Azerbejdżanu Qarabağiem FK[16].
- 15 sierpnia 2022 – Lech po wygraniu dwumeczu z luksemburskim F91 Dudelange awansuje do fazy grupowej Ligi Konferencji Europy 2022/2023[17].
- 3 listopada 2022 – Lech awansuje do 1/16 finału Ligi Konferencji Europy 2022/2023, zajmując drugie miejsce w grupie za Villarrealem CF[18].
- 23 lutego 2023 – Lech awansuje do 1/8 finału Ligi Konferencji Europy 2022/2023, wygrywając dwumecz z norweskim FK Bodø/Glimt[19].
- 16 marca 2023 – Lech awansuje do ćwierćfinału Ligi Konferencji Europy 2022/2023, wygrywając dwumecz ze szwedzkim Djurgardens[20]
- 20 kwietnia 2023 – Lech odpada w ćwierćfinale Ligi Konferencji Europy 2022/2023, przegrywając dwumecz z włoską Fiorentiną[21]
- 24 maja 2025 – Lech zdobywa dziewiąte w historii Mistrzostwo Polski[22]

Źródła:

### Zmiany nazw
(sierpień 1920) Klub Sportowy Lutnia Dębiec
(kwiecień 1922) Towarzystwo Sportowe Liga Dębiec
(styczeń 1925)  Towarzystwo Sportowe Liga Poznań
(1 maja 1930) Klub Sportowy Kolejowego Przysposobienia Wojskowego Poznań Dworzec
(3 marca 1933) Klub Sportowy Kolejowego Przysposobienia Wojskowego Poznań
(16 marca 1945) Kolejowy Klub Sportowy Poznań
(1 września 1948) Klub Sportowy Związku Zawodowego Kolejarzy Poznań
(1 maja 1949) Zrzeszenie Sportowe Kolejarz Poznań
(16 stycznia 1957) Klub Sportowy Lech Poznań
(15 grudnia 1957) Kolejowy Klub Sportowy Lech Poznań
(16 czerwca 1994) Poznański Klub Piłkarski Lech Poznań
(9 lipca 1998) Wielkopolski Klub Piłkarski Lech Poznań
(30 maja 2006) KKS Lech Poznań

## Lech w Rankingu UEFA
Według stanu na 16 marca 2025 r. Lech Poznań zajmuje 93. miejsce w tym rankingu i jest drugą najwyżej notowaną polską drużyną (za 71. Legią Warszawa).

## Udział w polskich rozgrywkach
Dziewięć razy zdobył mistrzostwo, trzy razy wicemistrzostwo i sześć razy zajął trzecie miejsce.
Lech zajmuje 4. miejsce w tabeli wszech czasów Ekstraklasy mając następujący bilans (stan na 24 maja 2025):
| Bilans Lecha w Ekstraklasie |            |        |         |          |          |        |
| Mecze                       | Zwycięstwa | Remisy | Porażki | Bramki + | Bramki – | Punkty |
| 1886                        | 779        | 515    | 592     | 2656     | 2159     | 2489   |

## Lech w poszczególnych sezonach
Wyniki ze wszystkich sezonów Lecha:
| Sezon     | Rozgrywki ligowe                                  | Rozgrywki ligowe                                  | Rozgrywki ligowe                                  | Uwagi | Puchar Polski (rozgrywki centralne) | Rozgrywki europejskie                  | Rozgrywki europejskie                  |
| Sezon     | Liga                                              | Liga                                              | Miejsce                                           | Uwagi | Puchar Polski (rozgrywki centralne) | Puchar                                 | Etap                                   |
| --------- | ------------------------------------------------- | ------------------------------------------------- | ------------------------------------------------- | --- | ----------------------------------- | -------------------------------------- | -------------------------------------- |
| 1922      | klub nie uczestniczył w rozgrywkach mistrzowskich | klub nie uczestniczył w rozgrywkach mistrzowskich | klub nie uczestniczył w rozgrywkach mistrzowskich | klub nie uczestniczył w rozgrywkach mistrzowskich | nie rozgrywano                      | nie rozgrywano                         | nie rozgrywano                         |
| 1923      | klub nie uczestniczył w rozgrywkach mistrzowskich | klub nie uczestniczył w rozgrywkach mistrzowskich | klub nie uczestniczył w rozgrywkach mistrzowskich | klub nie uczestniczył w rozgrywkach mistrzowskich | nie rozgrywano                      | nie rozgrywano                         | nie rozgrywano                         |
| 1924      | IV                                                | C-klasa (Poznański OZPN; podokręg I)              | 3/4                                               | za Sokołem Wilda i Ruchem Poznań; pierwszy historyczny mecz 29 czerwca z Ruchem Poznań wygrany 5:3 | nie rozgrywano                      | nie rozgrywano                         | nie rozgrywano                         |
| 1925      | IV                                                | C-klasa (Poznański OZPN; grupa III)               | ?                                                 | za Koroną Łazarz, dalsze miejsce nieustalone, grały także Dyskobolia Grodzisk, Jutrzenka, PKS i Unitas Wolsztyn                                                                                               | nie rozgrywano                      | nie rozgrywano                         | nie rozgrywano                         |
| 1926      | IV                                                | C-klasa                                           | 1                                                 | 2. miejsce w rozgrywkach półfinałowych o awans do B-klasy | –                                   | nie rozgrywano                         | nie rozgrywano                         |
| 1927      | IV                                                | C-klasa                                           | 1                                                 | 1. miejsce w rozgrywkach półfinałowych oraz 1. miejsce w rozgrywkach finałowych i awans do B-klasy | nie rozgrywano                      | nie rozgrywano                         | nie rozgrywano                         |
| 1928      | III                                               | B-klasa (Poznański OZPN; gr. III)                 | 2/5                                               | finał pucharu ABC | nie rozgrywano                      | nie rozgrywano                         | nie rozgrywano                         |
| 1929      | III                                               | B-klasa (Poznański OZPN; gr. II)                  | 2/6                                               | | nie rozgrywano                      | nie rozgrywano                         | nie rozgrywano                         |
| 1930      | III                                               | B-klasa                                           | 1                                                 | 3. miejsce w fazie barażowej o awans do A-klasy, finał Pucharu ABC | nie rozgrywano                      | nie rozgrywano                         | nie rozgrywano                         |
| 1931      | III                                               | B-klasa (Poznański OZPN; gr. IV)                  | 1                                                 | 1. miejsce w fazie barażowej i awans do A-klasy | nie rozgrywano                      | nie rozgrywano                         | nie rozgrywano                         |
| 1932      | II                                                | A-klasa (Poznański OZPN)                          | 3/10                                              | za Legią Poznań i Olimpią Poznań | nie rozgrywano                      | nie rozgrywano                         | nie rozgrywano                         |
| 1933      | II                                                | A-klasa (Poznański OZPN)                          | 2/10                                              | za Legią Poznań | nie rozgrywano                      | nie rozgrywano                         | nie rozgrywano                         |
| 1934      | II                                                | A-klasa (Poznański OZPN)                          | 7/10                                              | tylko jedna runda rozgrywek (bez rewanżów) | nie rozgrywano                      | nie rozgrywano                         | nie rozgrywano                         |
| 1935      | II                                                | A-klasa (Poznański OZPN)                          | 4/10                                              | 16 czerwca jedna z najwyższych porażek z HCP Poznań 4:12 | nie rozgrywano                      | nie rozgrywano                         | nie rozgrywano                         |
| 1936      | II                                                | A-klasa (Poznański OZPN)                          | 7/10                                              | w wyniku reorganizacji 8 najlepszych klubów tworzy ligę okręgową | nie rozgrywano                      | nie rozgrywano                         | nie rozgrywano                         |
| 1936/1937 | II                                                | Liga okręgowa (Poznański OZPN)                    | 3/8                                               | za HCP Poznań i Legią Poznań | nie rozgrywano                      | nie rozgrywano                         | nie rozgrywano                         |
| 1937/1938 | II                                                | Liga okręgowa (Poznański OZPN)                    | 2/7                                               | za Legią Poznań | nie rozgrywano                      | nie rozgrywano                         | nie rozgrywano                         |
| 1938/1939 | II                                                | Liga okręgowa (Poznański OZPN)                    | 2/7                                               | za Legią Poznań | nie rozgrywano                      | nie rozgrywano                         | nie rozgrywano                         |
| 1940–1945 | Rozgrywki zawieszone z powodu II wojny światowej. | Rozgrywki zawieszone z powodu II wojny światowej. | Rozgrywki zawieszone z powodu II wojny światowej. | Rozgrywki zawieszone z powodu II wojny światowej. | nie rozgrywano                      | nie rozgrywano                         | nie rozgrywano                         |
| 1945      | eliminacje do A-klasy                             | eliminacje do A-klasy                             |                                                   | Najwyższe zwycięstwo wyjazdowe: Polonia Leszno – Lech Poznań 1:11 (pierwszy mecz wyjazdowy w rozgrywkach) Najwyższe zwycięstwo: Lech Poznań – Polonia Poznań 18:2 (półfinał)                                  | nie rozgrywano                      | nie rozgrywano                         | nie rozgrywano                         |
| 1946      | II                                                | A-klasa                                           | 2                                                 | Awans do Mistrzostw Polski 1947 2. miejsce po dodatkowym meczu o 1. miejsce z Wartą Poznań Pierwsze derby Poznania pomiędzy Wartą a Lechem w oficjalnych rozgrywkach.                                         | nie rozgrywano                      | nie rozgrywano                         | nie rozgrywano                         |
| 1947      | MP                                                | Mistrzostwa Polski                                | 10-12                                             | 4. miejsce w grupie eliminacyjnej, brak awansu do ścisłego finału, uzyskanie prawa do gry w Lidze w 1948 | nie rozgrywano                      | nie rozgrywano                         | nie rozgrywano                         |
| 1948      | I                                                 | Liga                                              | 6/14                                              | Pierwsze ekstraklasowe derby Poznania pomiędzy Wartą a Lechem. Lech po raz pierwszy został najwyżej sklasyfikowanym klubem z Poznania i Wielkopolski.                                                         | nie rozgrywano                      | nie rozgrywano                         | nie rozgrywano                         |
| 1949      | I                                                 | I liga                                            | 3/12                                              | Teodor Anioła królem strzelców. | nie rozgrywano                      | nie rozgrywano                         | nie rozgrywano                         |
| 1950      | I                                                 | I liga                                            | 3/12                                              | Teodor Anioła królem strzelców. | nie rozgrywano                      | nie rozgrywano                         | nie rozgrywano                         |
| 1950      | I                                                 | I liga                                            | 3/12                                              | Najwyższe zwycięstwo w Ekstraklasie: 27 sierpnia 1950: Lech Poznań – Szombierki Bytom 11:1 | nie rozgrywano                      | nie rozgrywano                         | nie rozgrywano                         |
| 1951      | I                                                 | I liga                                            | 8/12                                              | Teodor Anioła królem strzelców. | I runda                             | nie rozgrywano                         | nie rozgrywano                         |
| 1952      | I                                                 | I liga                                            | 5/12                                              | 5. miejsce w Pucharze Zlotu Młodych Przodowników | 1/16 finału                         | nie rozgrywano                         | nie rozgrywano                         |
| 1953      | I                                                 | I liga                                            | 7/12                                              | | nie rozgrywano                      | nie rozgrywano                         | nie rozgrywano                         |
| 1954      | I                                                 | I liga                                            | 5/11                                              | | I runda                             | nie rozgrywano                         | nie rozgrywano                         |
| 1955      | I                                                 | I liga                                            | 9/12                                              | | 1/16 finału                         | –                                      | –                                      |
| 1956      | I                                                 | I liga                                            | 8/12                                              | | Runda eliminacyjna                  | –                                      | –                                      |
| 1957      | I                                                 | I liga                                            | 12/12                                             | | 1/8 finału                          | –                                      | –                                      |
| 1958      | II                                                | II liga (gr. północna)                            | 3/12                                              | | nie rozgrywano                      | –                                      | –                                      |
| 1959      | II                                                | II liga (gr. północna)                            | 2/12                                              | | nie rozgrywano                      | –                                      | –                                      |
| 1960      | II                                                | II liga (gr. północna)                            | 1/12                                              | | nie rozgrywano                      | –                                      | –                                      |
| 1961      | I                                                 | I liga                                            | 10/12                                             | | nie rozgrywano                      | –                                      | –                                      |
| 1962      | I                                                 | I liga                                            | 11/14                                             | | 1/16 finału                         | –                                      | –                                      |
| 1962/1963 | I                                                 | I liga                                            | 14/14                                             | | 1/4 finału                          | –                                      | –                                      |
| 1963/1964 | II                                                | II liga                                           | 15/16                                             | | 1/8 finału                          | –                                      | –                                      |
| 1964/1965 | III                                               | Liga okręgowa (gr. poznańska)                     | 1/15                                              | Awans poprzez baraże. | 1/16 finału                         | –                                      | –                                      |
| 1965/1966 | II                                                | II liga                                           | 14/16                                             | | 1/16 finału                         | –                                      | –                                      |
| 1966/1967 | III                                               | III liga (gr. IV)                                 | 1/16                                              | | 1/16 finału                         | –                                      | –                                      |
| 1967/1968 | II                                                | II liga                                           | 4/16                                              | | 1/2 finału                          | –                                      | –                                      |
| 1968/1969 | II                                                | II liga                                           | 16/16                                             | | 1/16 finału                         | –                                      | –                                      |
| 1969/1970 | III                                               | III liga (gr. IV)                                 | 2/16                                              | | –                                   | –                                      | –                                      |
| 1970/1971 | III                                               | III liga (gr. IV)                                 | 1/16                                              | | –                                   | –                                      | –                                      |
| 1971/1972 | II                                                | II liga                                           | 2/16                                              | | –                                   | –                                      | –                                      |
| 1972/1973 | I                                                 | I liga                                            | 12/14                                             | | 1/16 finału                         | –                                      | –                                      |
| 1973/1974 | I                                                 | I liga                                            | 10/16                                             | | 1/16 finału                         | –                                      | –                                      |
| 1974/1975 | I                                                 | I liga                                            | 9/16                                              | | 1/4 finału                          | –                                      | –                                      |
| 1975/1976 | I                                                 | I liga                                            | 12/16                                             | | 1/16 finału                         | –                                      | –                                      |
| 1976/1977 | I                                                 | I liga                                            | 14/16                                             | 1/2 finału Pucharu Ligi | 1/8 finału                          | –                                      | –                                      |
| 1977/1978 | I                                                 | I liga                                            | 3/16                                              | | 1/2 finału                          |                                        |                                        |
| 1978/1979 | I                                                 | I liga                                            | 7/16                                              | | 1/4 finału                          | Puchar UEFA                            | 1/32 finału                            |
| 1979/1980 | I                                                 | I liga                                            | 10/16                                             | | finał                               | –                                      | –                                      |
| 1980/1981 | I                                                 | I liga                                            | 8/16                                              | | 1/16 finału                         | –                                      | –                                      |
| 1981/1982 | I                                                 | I liga                                            | 11/16                                             | | zwycięstwo                          | –                                      | –                                      |
| 1982/1983 | I                                                 | I liga                                            | 1/16                                              | Mirosław Okoński królem strzelców. | 1/2 finału                          | Puchar Zdobywców Pucharów              | 1/8 finału                             |
| 1983/1984 | I                                                 | I liga                                            | 1/16                                              | finał Superpucharu | zwycięstwo                          | Puchar Europy                          | 1/16 finału                            |
| 1984/1985 | I                                                 | I liga                                            | 4/16                                              | | 1/4 finału                          | Puchar Europy                          | 1/16 finału                            |
| 1985/1986 | I                                                 | I liga                                            | 4/16                                              | | 1/8 finału                          | 2. miejsce w grupie Pucharu Intertoto. | 2. miejsce w grupie Pucharu Intertoto. |
| 1985/1986 | I                                                 | I liga                                            | 4/16                                              | Puchar UEFA | 1/8 finału                          | 1/32 finału                            |                                        |
| 1986/1987 | I                                                 | I liga                                            | 7/16                                              | | 1/16 finału                         | 1. miejsce w grupie Pucharu Intertoto. | 1. miejsce w grupie Pucharu Intertoto. |
| 1987/1988 | I                                                 | I liga                                            | 9/16                                              | | zwycięstwo                          | 4. miejsce w grupie Pucharu Intertoto. | 4. miejsce w grupie Pucharu Intertoto. |
| 1988/1989 | I                                                 | I liga                                            | 6/16                                              | finał Superpucharu | 1/8 finału                          | Puchar Zdobywców Pucharów              | 1/8 finału                             |
| 1989/1990 | I                                                 | I liga                                            | 1/16                                              | Andrzej Juskowiak królem strzelców. | 1/8 finału                          | –                                      | –                                      |
| 1990/1991 | I                                                 | I liga                                            | 6/16                                              | Superpuchar | 1/8 finału                          | 1. miejsce w grupie Pucharu Intertoto. | 1. miejsce w grupie Pucharu Intertoto. |
| 1990/1991 | I                                                 | I liga                                            | 6/16                                              | Superpuchar | 1/8 finału                          | Puchar Europy                          | 1/8 finału                             |
| 1991/1992 | I                                                 | I liga                                            | 1/18                                              | Jerzy Podbrożny królem strzelców. | 1/16 finału                         | –                                      | –                                      |
| 1992/1993 | I                                                 | I liga                                            | 1/18                                              | Superpuchar Piąty tytuł mistrzowski | 1/16 finału                         | Liga Mistrzów                          | II runda                               |
| 1992/1993 | I                                                 | I liga                                            | 1/18                                              | Wskutek anulowania wyników meczów ostatniej kolejki rozgrywek z udziałem Legii Warszawa i Łódzkiego KS, którym postawiono zarzuty o „niesportową postawę podczas rozgrywek”. Zobacz: niedziela cudów.         | 1/16 finału                         | Liga Mistrzów                          | II runda                               |
| 1992/1993 | I                                                 | I liga                                            | 1/18                                              | Jerzy Podbrożny królem strzelców. | 1/16 finału                         | Liga Mistrzów                          | II runda                               |
| 1993/1994 | I                                                 | I liga                                            | 9/18                                              | | 1/16 finału                         | Liga Mistrzów                          | II runda                               |
| 1994/1995 | I                                                 | I liga                                            | 6/18                                              | | 1/2 finału                          | –                                      | –                                      |
| 1995/1996 | I                                                 | I liga                                            | 7/18                                              | Tysięczny mecz w Ekstraklasie: 15 kwietnia 1996: Górnik Zabrze – Lech Poznań 2:2 | 1/8 finału                          | –                                      | –                                      |
| 1996/1997 | I                                                 | I liga                                            | 11/18                                             | | 1/16 finału                         | –                                      | –                                      |
| 1997/1998 | I                                                 | I liga                                            | 10/18                                             | | 1/4 finału                          | –                                      | –                                      |
| 1998/1999 | I                                                 | I liga                                            | 4/16                                              | | 1/16 finału                         | –                                      | –                                      |
| 1999/2000 | I                                                 | I liga                                            | 16/16                                             | 1/8 finału Pucharu Ligi | 1/8 finału                          | Puchar UEFA                            | I runda                                |
| 2000/2001 | II                                                | II liga                                           | 9/20                                              | II runda Pucharu Ligi | 1/16 finału                         | –                                      | –                                      |
| 2001/2002 | II                                                | II liga                                           | 1/20                                              | 1/4 finału Pucharu Ligi | 1/8 finału                          | –                                      | –                                      |
| 2002/2003 | I                                                 | I liga                                            | 11/16                                             | | 1/8 finału                          | –                                      | –                                      |
| 2003/2004 | I                                                 | I liga                                            | 6/14                                              | | zwycięstwo                          | –                                      | –                                      |
| 2004/2005 | I                                                 | I liga                                            | 8/14                                              | Superpuchar | 1/4 finału                          | Puchar UEFA                            | I runda kwalif.                        |
| 2005/2006 | I                                                 | I liga                                            | 6/16                                              | Lech Poznań nie wystąpił o licencję na przyszły sezon i został przesunięty na ostatnie miejsce w tabeli. W sezonie 2006/2007 KKS Lech Poznań, w efekcie fuzji z Amiką Wronki, wystąpił z licencją tego klubu. | 1/2 finału                          | Puchar Intertoto                       | II runda                               |
| 2006/2007 | I                                                 | I liga                                            | 6/16                                              | Piotr Reiss królem strzelców. | 1/4 finału                          | Puchar Intertoto                       | II runda                               |
| 2006/2007 | I                                                 | I liga                                            | 6/16                                              | 1/4 finału Pucharu Ekstraklasy | 1/4 finału                          | Puchar Intertoto                       | II runda                               |
| 2007/2008 | I                                                 | I liga                                            | 4/16                                              | faza grupowa Pucharu Ekstraklasy | 1/16 finału                         | –                                      | –                                      |
| 2008/2009 | I                                                 | Ekstraklasa                                       | 3/16                                              | faza grupowa Pucharu Ekstraklasy | zwycięstwo                          | Puchar UEFA                            | 1/16 finału                            |
| 2009/2010 | I                                                 | Ekstraklasa                                       | 1/16                                              | Superpuchar | 1/16 finału                         | Liga Europy                            | Runda play-off                         |
| 2009/2010 | I                                                 | Ekstraklasa                                       | 1/16                                              | Robert Lewandowski królem strzelców. | 1/16 finału                         | Liga Europy                            | Runda play-off                         |
| 2010/2011 | I                                                 | Ekstraklasa                                       | 5/16                                              | finał Superpucharu | finał                               | Liga Mistrzów                          | III runda kwalif.                      |
| 2010/2011 | I                                                 | Ekstraklasa                                       | 5/16                                              | finał Superpucharu | finał                               | Liga Europy                            | 1/16 finału                            |
| 2011/2012 | I                                                 | Ekstraklasa                                       | 4/16                                              | Artjoms Rudņevs królem strzelców. | 1/4 finału                          | –                                      | –                                      |
| 2012/2013 | I                                                 | Ekstraklasa                                       | 2/16                                              | | 1/16 finału                         | Liga Europy                            | III runda kwalif.                      |
| 2013/2014 | I                                                 | Ekstraklasa                                       | 2/16                                              | | 1/8 finału                          | Liga Europy                            | III runda kwalif.                      |
| 2014/2015 | I                                                 | Ekstraklasa                                       | 1/16                                              | | finał                               | Liga Europy                            | III runda kwalif.                      |
| 2015/2016 | I                                                 | Ekstraklasa                                       | 7/16                                              | Superpuchar | finał                               | Liga Mistrzów                          | III runda kwalif.                      |
| 2015/2016 | I                                                 | Ekstraklasa                                       | 7/16                                              | Superpuchar | finał                               | Liga Europy                            | faza grupowa                           |
| 2016/2017 | I                                                 | Ekstraklasa                                       | 3/16                                              | Superpuchar | finał                               | –                                      | –                                      |
| 2016/2017 | I                                                 | Ekstraklasa                                       | 3/16                                              | Marcin Robak królem strzelców. | finał                               | –                                      | –                                      |
| 2017/2018 | I                                                 | Ekstraklasa                                       | 3/16                                              | | 1/16 finału                         | Liga Europy                            | III runda kwalif.                      |
| 2018/2019 | I                                                 | Ekstraklasa                                       | 8/16                                              | | 1/16 finału                         | Liga Europy                            | III runda kwalif.                      |
| 2019/2020 | I                                                 | Ekstraklasa                                       | 2/16                                              | Christian Gytkjær królem strzelców. | 1/2 finału                          | –                                      | –                                      |
| 2020/2021 | I                                                 | Ekstraklasa                                       | 11/16                                             | Pierwsze od 27 lat derby Poznania pomiędzy Wartą a Lechem | 1/4 finału                          | Liga Europy                            | faza grupowa                           |
| 2021/2022 | I                                                 | Ekstraklasa                                       | 1/18                                              | | finał                               | –                                      | –                                      |
| 2022/2023 | I                                                 | Ekstraklasa                                       | 3/18                                              | finał Superpucharu | 1/16 finału                         | Liga Mistrzów                          | I runda kwalif.                        |
| 2022/2023 | I                                                 | Ekstraklasa                                       | 3/18                                              | finał Superpucharu | 1/16 finału                         | Liga Konferencji Europy                | 1/4 finału                             |
| 2023/2024 | I                                                 | Ekstraklasa                                       | 5/18                                              | | 1/4 finału                          | Liga Konferencji Europy                | III runda kwalif.                      |
| 2024/2025 | I                                                 | Ekstraklasa                                       | 1/18                                              | | I runda                             | –                                      | –                                      |

| Poziom ligowy | Liczba sezonów | Sezony                                                                            |
| ------------- | -------------- | --------------------------------------------------------------------------------- |
| I (+ MP)      | 62 (+ 1)       | 1947-1957, 1961-1963, 1972-2000, 2002-                                            |
| II            | 19             | 1932-1939, 1946, 1958-1960, 1963/1964, 1965/1966, 1967-1969, 1971/1972, 2000-2002 |
| III           | 8              | 1928-1931, 1964/1965, 1966/1967, 1969-1971                                        |
| IV            | 4              | 1924-1927                                                                         |

## Obiekty

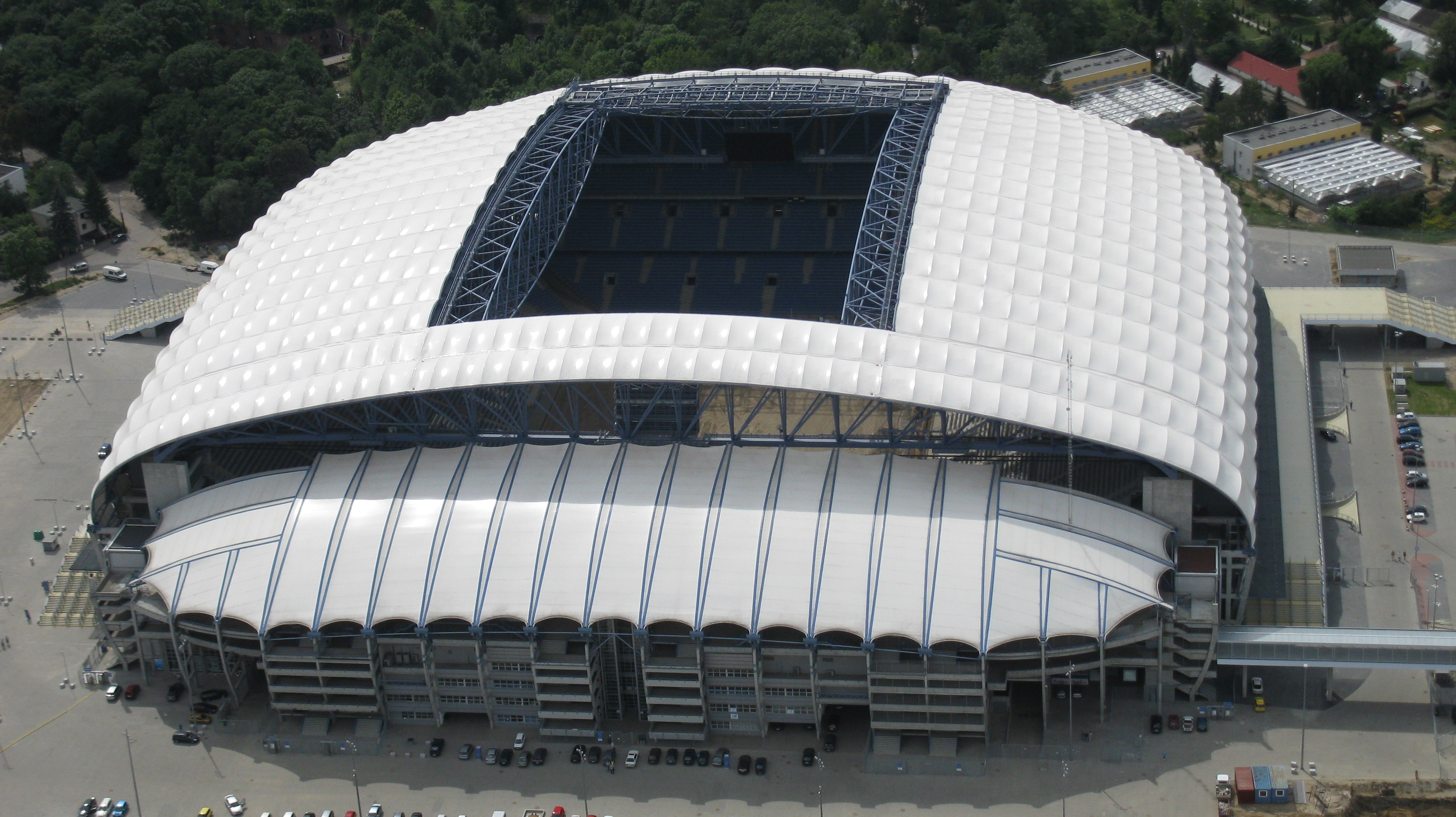
Stadion Miejski

- Baza treningowa:

Stadion Miejski w Poznaniu: płyta główna oraz dwa boiska treningowe z naturalną trawą i dwa ze sztuczną nawierzchnią,
Stadion Główny we Wronkach: płyta główna oraz dwa boiska treningowe z naturalną trawą,
Ośrodek Szkoleniowy w Popowie: płyta główna, dwa boiska treningowe z naturalną trawą, pełnowymiarowe boisko ze sztuczną nawierzchnią oraz boisko typu Orlik z naturalną trawą.
- Historyczne

(od 1922 do 1934) Boisko przy ulicy Grzybowej (24 rozegrane spotkania
(od 1934 do 1980) Stadion na Dębcu (358 rozegranych spotkań)
(od 1964 do 1971) Stadion Olimpii (23 rozegrane spotkania)
(od 1972 do 1980) Stadion Warty im. 22 lipca  (122 rozegrane spotkania)

## Kibice i rywalizacje

### Wiara Lecha

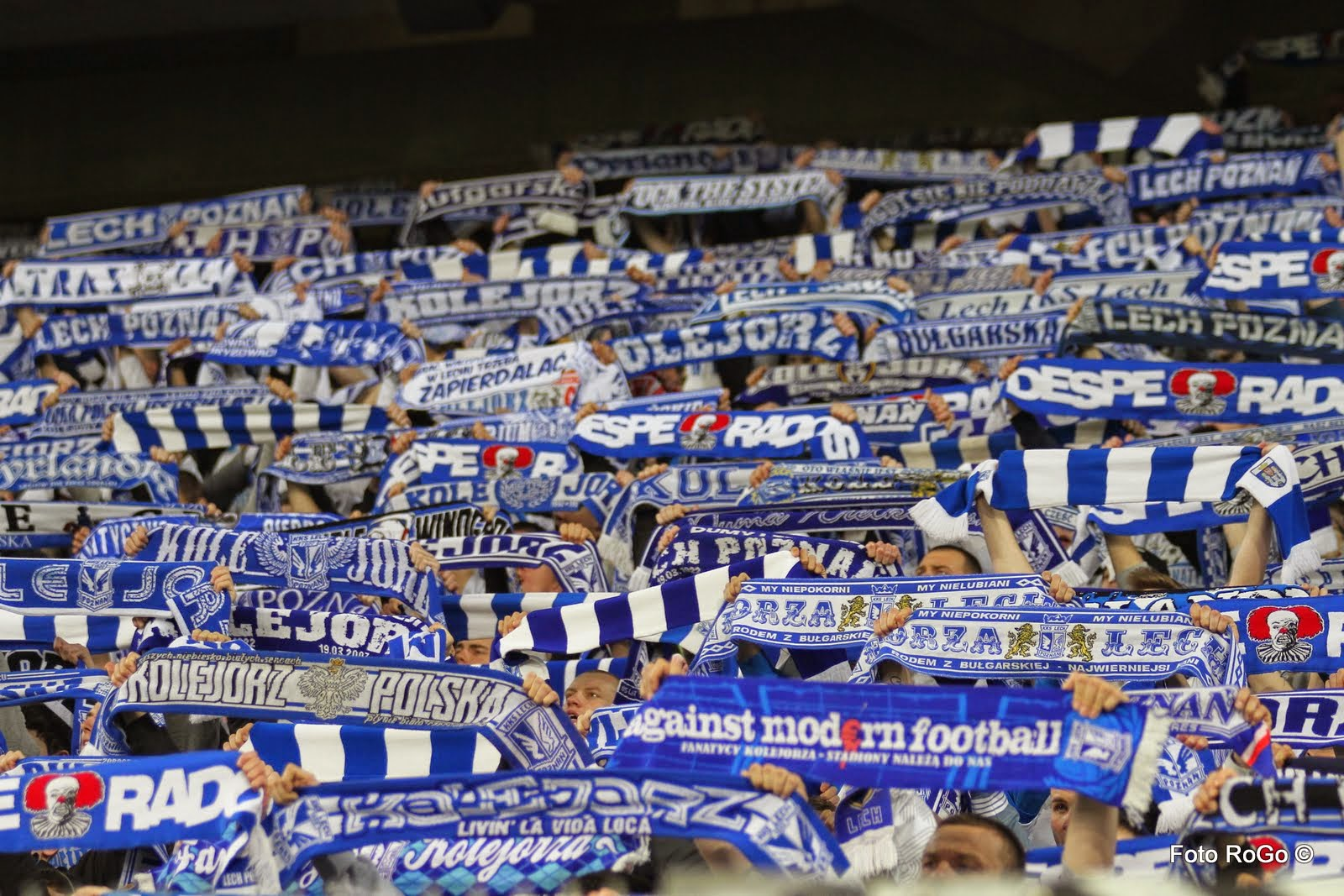
Kibice Lecha Poznań podczas meczu w 2015 roku

Stowarzyszenie „Wiara Lecha” – stowarzyszenie kibiców Lecha Poznań, powstałe w 2001, zarejestrowane sądownie w 2004. Jest oficjalnym reprezentantem kibiców Lecha Poznań oraz członkiem założycielem Ogólnopolskiego Związku Stowarzyszeń Kibiców. Posiada także własną drużynę piłkarską. Zajmuje się popularyzacją Lecha Poznań, promowaniem pozytywnych wzorców kibicowania, działaniem na rzecz bezpieczeństwa na meczach Lecha, kierowaniem ruchem kibicowskim oraz organizacją wyjazdów sympatyków Lecha na mecze rozgrywane poza Poznaniem. Podstawą współpracy stowarzyszenia z klubem jest umowa z KKS Lech Poznań, zawiązana w 2006, będąca kontynuacją podobnej umowy zawartej z WKP Lech Poznań. Prezesem Stowarzyszenia Wiara Lecha do 31 sierpnia 2009 roku był Jarosław Kiliński. Tego dnia na walnym zgromadzeniu członków prezesem został wybrany Krzysztof Markowicz. Pełni on jednocześnie funkcję pierwszego prezesa Ogólnopolskiego Związku Stowarzyszeń Kibiców.
26 sierpnia 2013 poznańskie Radio Merkury poinformowało, że członkowie stowarzyszenia podjęli decyzję o samorozwiązaniu organizacji z dniem 31 grudnia 2013.

### Derby Poznania
Derbami Poznania zwykło określać się spotkania Lecha z Wartą, lecz te potyczki nie mają wielkiej tradycji. Przed II wojną światową w Poznaniu królowała Warta, zaś w latach 50. miano głównej drużyny w mieście przejął Lech, toteż nie było wielu okazji do spotkań obu klubów na najwyższych szczeblach rozgrywek. Pierwszy derbowy mecz pierwszoligowy między tymi zespołami odbył się w 1948. 20 września 2020, po 25 latach nieobecności Warty w najwyższej lidze, dwa poznańskie kluby ponownie spotkały się na boisku, Lech pokonał Wartę 1:0 po bramce z rzutu karnego w ostatniej minucie spotkania.
Lech miał okazję zagrać derby z jeszcze jedną poznańską drużyną, nieistniejącą już Olimpią Poznań. Do pierwszej potyczki między tymi klubami doszło w II lidze w 1959. Na pierwszoligowe derby między tymi zespołami trzeba było czekać do sezonu 1986/87, kiedy to drużyna Olimpii debiutowała w ekstraklasie. Ostatnie derbowe spotkanie odbyło się w sezonie 1994/95, ponieważ w następnym doszło do fuzji Olimpii z Lechią Gdańsk, wskutek czego powstała Lechia/Olimpia Gdańsk i tym samym skończyły się poznańskie derby między obiema ekipami.

## Europejskie puchary

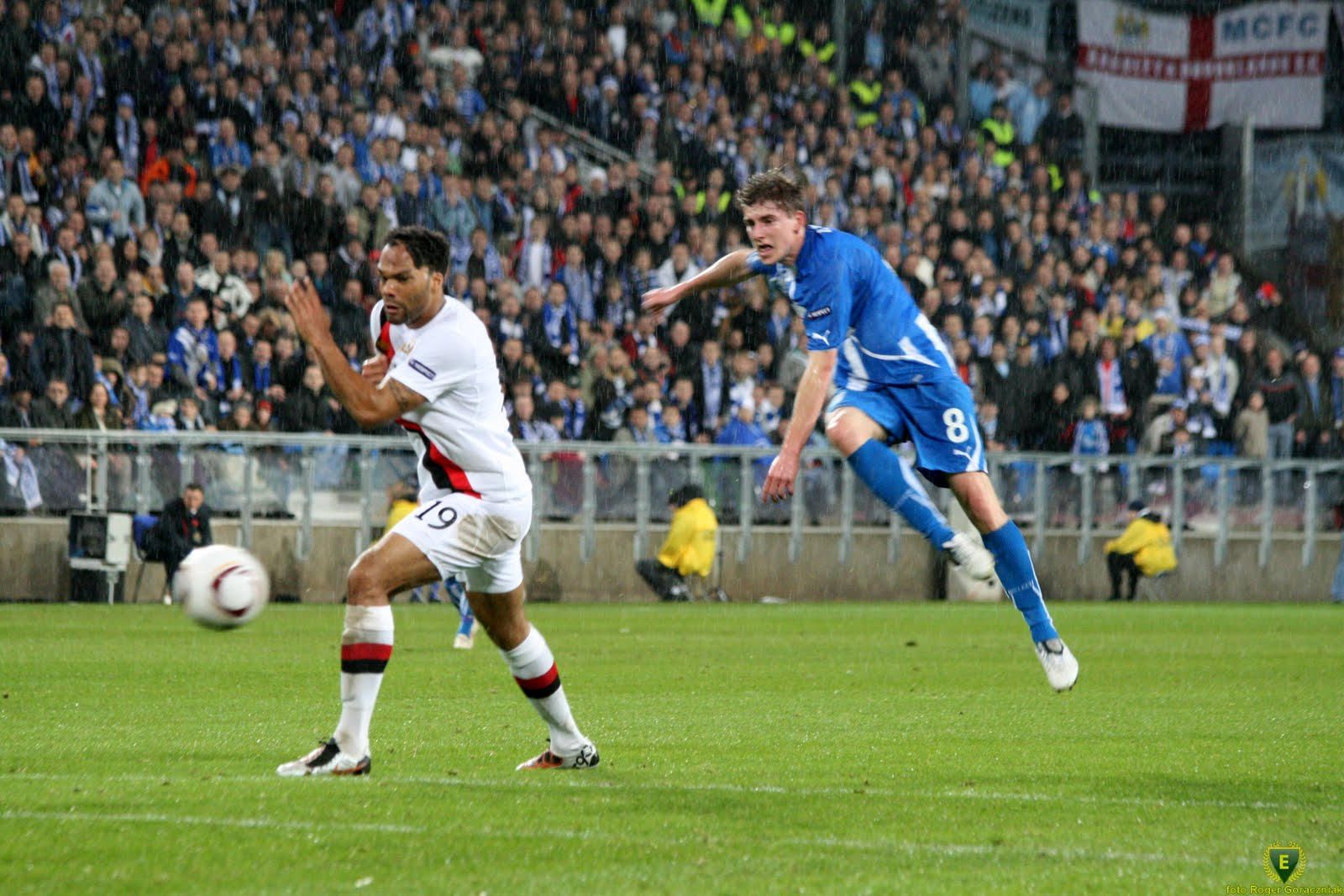
Lech Poznań vs Manchester City F.C., 4 listopada 2010

Pierwszy mecz w europejskich pucharach drużyna Lecha Poznań rozegrała 13 września 1978 roku w Duisburgu z tamtejszą MSV, przegrywając 5:0. Pierwsze zwycięstwo przyszło 4 lata później w spotkaniu z islandzkim Vestmannaeyja. Do historii klubu przeszły wygrane z Athletic Bilbao, Panathinaikosem Ateny czy Olympique Marsylia, jak i niezwykle zacięty pojedynek z FC Barceloną, przegrany dopiero w karnych. Przez lata piłkarze Kolejorza nie potrafili przejść dwóch przeciwników w rozgrywkach. Dopiero w 2008 w Pucharze UEFA zdołali przejść zwycięską drogę od I rundy eliminacyjnej do III rundy zasadniczej. W 2010 roku po wygranej w dwumeczu z Dnipro Dniepropietrowsk awansował do fazy grupowej Ligi Europejskiej, gdzie grał z takimi zespołami jak Juventus F.C. czy Manchester City i dotarł do trzeciej rundy.
W sezonie 2015/2016 jako Mistrz Polski Lech przystąpił do rywalizacji w rozgrywkach Ligi Mistrzów. W ramach drugiej rundy eliminacyjnej pokonał w dwumeczu Mistrza Bośni i Hercegowiny 3:0 (2:0 na wyjeździe). W III rundzie trafił na najwyżej notowane FC Basel i odpadł po dwóch porażkach (1:3 w Poznaniu oraz 0:1 na St. Jakob-Park). Zgodnie z regulaminem trafił do ostatniej fazy eliminacji Ligi Europy w której to wyeliminował Mistrza Węgier Videoton FC, wygrywając oba mecze (1:0 na wyjeździe oraz 3:0 na Inea Stadionie). W fazie grupowej ograł we Włoszech Fiorentinę 2:1 po golach Macieja Gajosa i Dawida Kownackiego, stając się tym samym pierwszą polską drużyną w historii tryumfującą na Półwyspie Apenińskim. W sezonie 2020/21 Lech przeszedł wszystkie rundy kwalifikacyjne i awansował do grupy Ligi Europy. W grupie D Lech zdobył tylko 3 punkty, pokonując u siebie 3:1 Standard Liège i zajął 4. miejsce.
Do gry w europejskich pucharach w sezonie 2022/2023 Lech przystąpił jako mistrz Polski. W pierwszej rundzie eliminacji Ligi Mistrzów, przegrał w dwumeczu 2:5 z Karabachem Agdam i odpadł z walki o fazę grupową tychże rozgrywek. Swoją grę kontynuował w eliminacjach Ligi Konferencji Europy po których awansowali do fazy grupowej tych rozgrywek dzięki pokonaniu odpowiednio w drugiej, trzeciej i czwartej rundzie Dinamo Batumi, Vikingura Rejkjawik i Dudelange. W grupie C Lech trafił na Villarreal, Hapoel Beer Sheva i Austrię Wiedeń, mistrz Polski zgromadził 9 punktów i zajął 2. miejsce w grupie. W fazie pucharowej drużyna Lecha pokonała w dwumeczu Bodo/Glimt i Djurgardens. Przygoda z europejskimi pucharami w sezonie 2022/2023 zakończyła się w ćwierćfinale po porażce w dwumeczu z Fiorentiną 6:4 (przegrał 1:4 u siebie i wygrał 2:3 na wyjeździe). Nadzieje na podobnie dobry wynik w sezonie 2023/2024 zostały pogrzebane sensacyjną porażką Kolejorza ze słowackim klubem Spartak Trnawa w trzeciej rundzie eliminacji Ligi Konferencji Europy UEFA.
Do sukcesów należy dodać dwa zwycięstwa w grupach w Pucharze Lata, w 1986 i 1990. Część meczów rozegrano w ramach promocji klubu na boiskach wielkopolskich miast: Szamotuł, Śremu i Wrześni. Po zmianie formuły rozgrywek i nazwy na Puchar Intertoto, lechici nie odnieśli sukcesów.

## Puchar Polski
Lech debiutował w Pucharze Polski spotkaniem z Pomorzaninem Toruń w sezonie 1950/51, przegrywając 1:0. Pierwszy znaczący sukces uzyskała druga drużyna Lecha, kiedy to w edycji 1967/68 doszła do półfinału, a na jej drodze stanął Górnik Zabrze. Dwanaście lat później poznański zespół zmierzył się w częstochowskim finale z warszawską Legią. Mecz został zapamiętany przez kibiców nie tylko z rozmiarów porażki, aż 5:0, ale również z agresywności walk toczonych pomiędzy wrogimi fanami na mieście i na stadionie. W sezonie 1981/82 na Stadionie Olimpijskim we Wrocławiu Lech sięgnął po Puchar Polski pokonując Pogoń Szczecin 1:0. Po dwóch latach udało powtórzyć sukces. Tym razem lechici zwyciężyli w Warszawie z Wisłą Kraków 3:0.
W 1988 Lech zdobył trofeum w Łodzi, rewanżując się Legii w karnych. W edycji 1994/95 Lech był blisko dotarcia do finału, jednak musiał uznać wyższość piłkarzy GKS-u Katowice podczas serii rzutów karnych. Po 9 latach poznaniacy, po pokonaniu w dwumeczu Legii, znowu mogli się cieszyć ze zwycięstwa w Pucharze Polski. W finale na Stadionie Śląskim w sezonie 2008/09 lechici pokonali 1:0 chorzowski Ruch, zdobywając tym samym piąty w historii Puchar Polski. Dwa lata później Lech był po raz drugi finalistą Pucharu, na drodze jego stanęła Legia Warszawa. Lech ostatecznie przegrał w karnych 4:5, po 90 minutach był remis 1:1. W sezonie 2014/15 na Stadionie Narodowym Lech kolejny raz przegrał finał z Legią (1:2). Lech Poznań w sezonie 2015/16 po raz drugi z rzędu przegrał finał z Legią Warszawa (0:1). Sezon 2016/17 to trzeci z rzędu przegrany finał Pucharu Polski, Kolejorz uległ Arce Gdynia (1:2).
W sezonie 2017/2018 Lech odpadł na poziomie 1/16 finału przegrywając z Pogonią Szczecin 3:0. Sezon 2018/2019 to kolejna porażka w tym samym etapie tym razem z Rakowem Częstochowa wynikiem 1:0. Kolejny sezon przyniósł lepszy rezultat czyli awans do półfinału gdzie nadeszła niestety porażka z Lechią Gdańsk po rzutach karnych. Sezon 2020/2021 to znowu porażka z Rakowem Częstochowa tym razem na etapie ćwierćfinału wynikiem 2:0. Kolejny sezon przyniósł "Kolejorzowi" medal tych rozgrywek. Lech, pokonując w międzyczasie Skrę Częstochowa, Unię Skierniewice, Garbarnię Kraków, Górnik Zabrze oraz Olimpię Grudziądz, doszedł do finału, w którym jednak uległ Rakowowi Częstochowa 1:3. W sezonie 2022/2023 Lech pożegnał się z turniejem już po pierwszym meczu, ulegając Śląskowi Wrocław wynikiem 1:3. Sezon 2023/2024 zakończył się ćwierćfinałową klęską przeciw Pogoni Szczecin (0:1), po bramce João Gamboi w 119. minucie spotkania.

## Numery zastrzeżone
| Nr | Poz. | Piłkarz                    |
| -- | ---- | -------------------------- |
| 12 |      | kibice klubu (12 zawodnik) |

## Obecny skład
Stan na 16 sierpnia 2025 (przed meczem z Koroną Kielce).
| Nr | Poz. | Piłkarz                |
| -- | ---- | ---------------------- |
| 2  | OB   | Joel Pereira           |
| 3  | OB   | Alex Douglas           |
| 4  | OB   | João Moutinho          |
| 5  | OB   | Elias Andersson        |
| 6  | PO   | Timothy Ouma           |
| 8  | PO   | Ali Gholizadeh         |
| 9  | NA   | Mikael Ishak (kapitan) |
| 10 | PO   | Patrik Wålemark        |
| 11 | PO   | Daniel Håkans          |
| 14 | PO   | Leo Bengtsson          |
| 15 | OB   | Michał Gurgul          |
| 16 | OB   | Antonio Milić          |
| 17 | NA   | Filip Szymczak         |
| 18 | OB   | Bartosz Salamon        |
| 19 | NA   | Bryan Fiabema          |

| Nr | Poz. | Piłkarz              |
| -- | ---- | -------------------- |
| 20 | OB   | Robert Gumny         |
| 21 | PO   | Bartłomiej Barański  |
| 22 | PO   | Radosław Murawski    |
| 23 | PO   | Gisli Thordarson     |
| 24 | PO   | Filip Jagiełło       |
| 27 | OB   | Wojciech Mońka       |
| 31 | BR   | Krzysztof Bąkowski   |
| 33 | BR   | Mateusz Pruchniewski |
| 41 | BR   | Bartosz Mrozek       |
| 43 | PO   | Antoni Kozubal       |
| 44 | PO   | Tymoteusz Gmur       |
| 53 | PO   | Sammy Dudek          |
| 56 | PO   | Kornel Lisman        |
| 72 | OB   | Mateusz Skrzypczak   |
| 77 | PO   | Luis Palma           |
| 99 | PO   | Pablo Rodriguez      |

### Piłkarze wypożyczeni do innych klubów
Stan na 1 lipca 2025
| Nr | Poz. | Piłkarz                                        |
| -- | ---- | ---------------------------------------------- |
| 20 | OB   | Ian Hoffmann (w Kristiansund BK do 31.12.2025) |

| Nr | Poz. | Piłkarz                                             |
| -- | ---- | --------------------------------------------------- |
|    | PO   | Maksymilian Dziuba (w Śląsku Wrocław do 30.06.2026) |

## Rekordy i statystyki

### Najwyższe zwycięstwa w ekstraklasie
- 11:1 – Szombierki Bytom – 27 sierpnia 1950
- 8:0 – Szombierki Bytom – 23 października 1949
- 7:0 – Garbarnia Kraków – 15 października 1950
- 8:1 – ŁKS Łódź – 23 kwietnia 1949
- 8:1 – Puszcza Niepołomice – 3 maja 2025
- 7:1 – Hutnik Kraków – 14 listopada 1992

### Jubileuszowe mecze w ekstraklasie
- 1. mecz – 14 marca 1948 – Widzew Łódź – Lech Poznań (4:3)
- 100. mecz – 19 października 1952 – Lech Poznań – Lechia Gdańsk (6:0)
- 500. mecz – 23 lutego 1980 – Lech Poznań – GKS Katowice (1:0)
- 750. mecz – 11 czerwca 1988 – Lech Poznań – Widzew Łódź (2:0)
- 1000. mecz – 15 kwietnia 1996 – Górnik Zabrze – Lech Poznań (2:2)

### Jubileuszowe gole w ekstraklasie
- 1. bramka – 14 marca 1948 – Teodor Anioła (Widzew Łódź – Lech Poznań 4:3)
- 100. bramka – 16 października 1949 – Henryk Czapczyk (ŁKS Łódź – Lech Poznań 4:1)
- 500. bramka – 5 grudnia 1976 – Jerzy Kasalik (Lech Poznań – Górnik Zabrze 4:0)
- 750. bramka – 29 kwietnia 1984 – Bogusław Oblewski (Motor Lublin – Lech Poznań 1:2)
- 1000. bramka – 12 września 1990 – Czesław Jakołcewicz (Lech Poznań – Hutnik Nowa Huta 5:2)
- 2000. bramka – 25 listopada 2013 – Rafał Murawski – (Lech Poznań – Cracovia 6:1)

### Największa liczba meczów w barwach Lecha

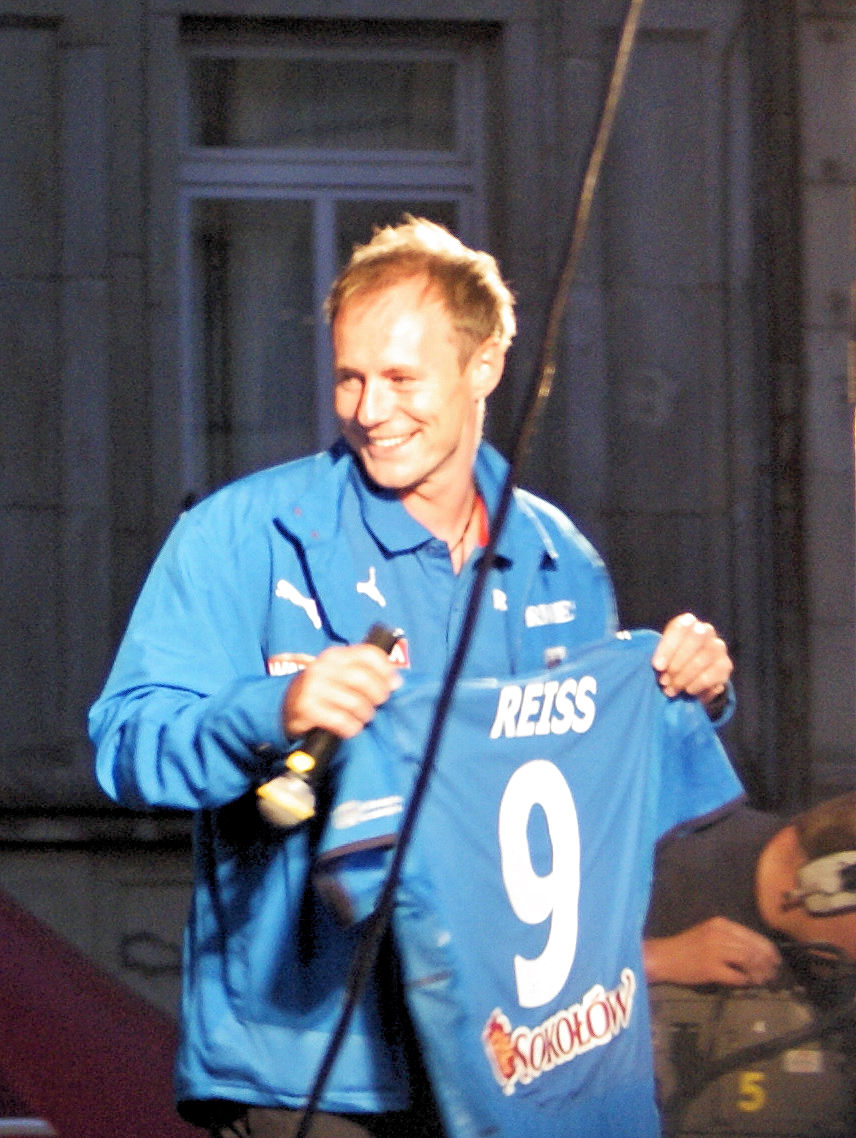
Piotr Reiss

| Lp. | Zawodnik            | Mecze |
| --- | ------------------- | ----- |
| 1.  | Hieronim Barczak    | 435   |
| 2.  | Piotr Reiss         | 403   |
| 3.  | Marek Rzepka        | 328   |
| 3.  | Waldemar Kryger     | 328   |
| 5.  | Bartosz Bosacki     | 320   |
| 6.  | Teodor Napierała    | 300   |
| 7.  | Damian Łukasik      | 298   |
| 8.  | Dariusz Skrzypczak  | 296   |
| 9.  | Józef Szewczyk      | 281   |
| 9.  | Krzysztof Pawlak    | 281   |
| 11. | Łukasz Trałka       | 274   |
| 12. | Czesław Jakołcewicz | 261   |

| Lp. | Zawodnik              | Mecze |
| --- | --------------------- | ----- |
| 13. | Dariusz Kofnyt        | 250   |
| 14. | Zygfryd Słoma         | 246   |
| 14. | Teodor Anioła         | 246   |
| 16. | Mirosław Okoński      | 243   |
| 17. | Krzysztof Kotorowski  | 239   |
| 18. | Jarosław Araszkiewicz | 224   |
| 19. | Mariusz Niewiadomski  | 222   |
| 19. | Mirosław Trzeciak     | 222   |
| 21. | Krzysztof Piskuła     | 220   |
| 22. | Ryszard Szpakowski    | 217   |
| 23. | Jasmin Burić          | 210   |
| 24. | Marcin Kamiński       | 208   |

## Najlepsi strzelcy klubu w poszczególnych sezonach

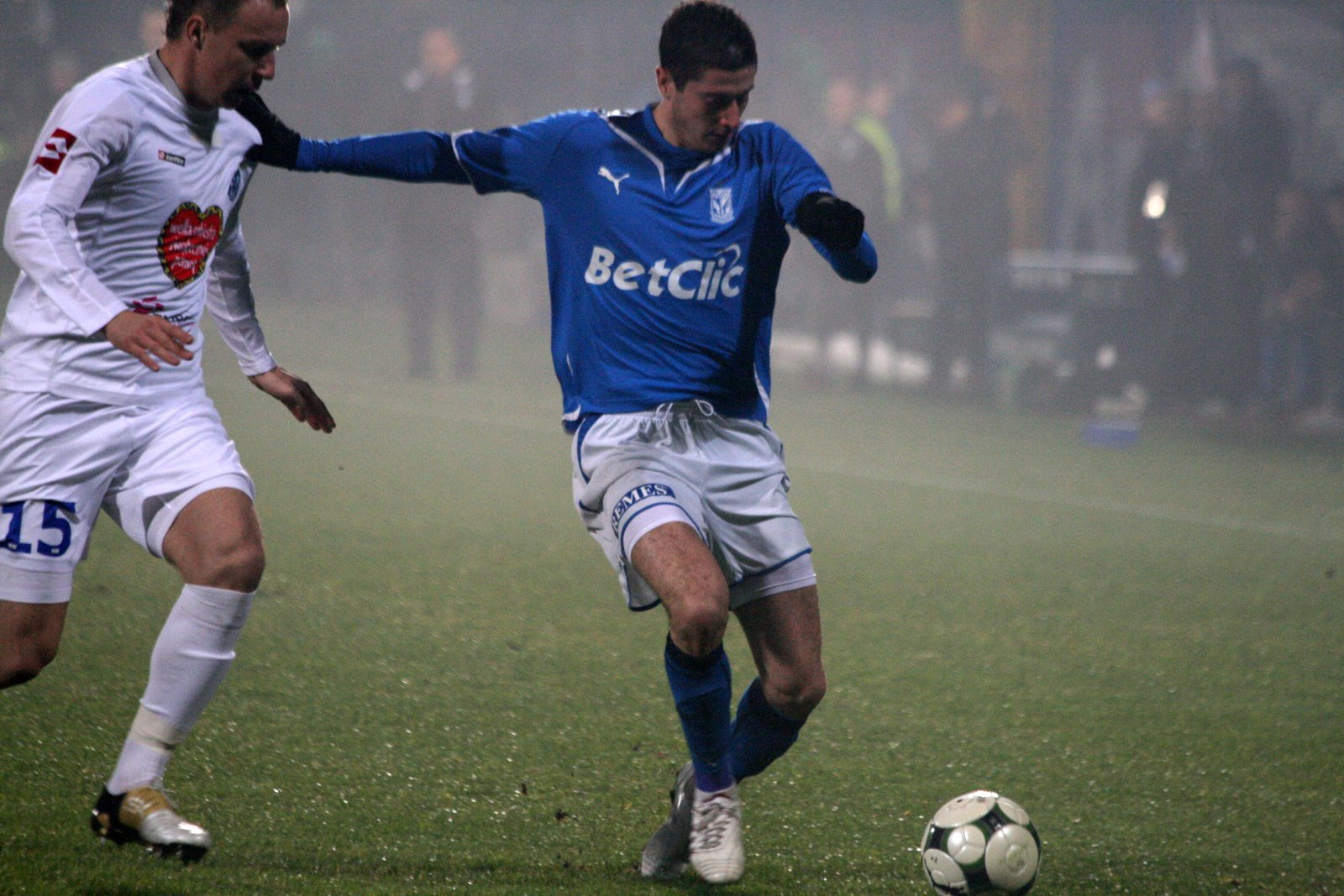
Robert Lewandowski w barwach Lecha w 2009 r.

| Bramki | Zawodnik           | Sezony           |
| ------ | ------------------ | ---------------- |
| 25     | Jerzy Podbrożny    | 1993             |
| 24     | Christian Gytkjær  | 2020             |
| 22     | Artjoms Rudņevs    | 2012             |
| 20     | Teodor Anioła      | 1949, 1950, 1951 |
| 20     | Jerzy Podbrożny    | 1992             |
| 20     | Łukasz Teodorczyk  | 2014             |
| 19     | Christian Gytkjær  | 2018             |
| 18     | Andrzej Juskowiak  | 1990             |
| 18     | Robert Lewandowski | 2010             |
| 18     | Marcin Robak       | 2017             |
| 18     | Mikael Ishak       | 2022             |
| 15     | Mirosław Okoński   | 1983             |
| 15     | Jacek Dembiński    | 1995             |
| 15     | Piotr Reiss        | 2007             |
| 14     | Łucjan Gojny       | 1961             |
| 14     | Piotr Prabucki     | 1996             |
| 14     | Robert Lewandowski | 2009             |

| Bramki | Zawodnik           | Sezony           |
| ------ | ------------------ | ---------------- |
| 13     | Teodor Anioła      | 1953, 1956, 1957 |
| 13     | Mirosław Okoński   | 1985             |
| 13     | Piotr Reiss        | 2004             |
| 13     | Kasper Hämäläinen  | 2015             |
| 12     | Teodor Anioła      | 1948             |
| 12     | Roman Jakóbczak    | 1975             |
| 12     | Mirosław Okoński   | 1986             |
| 12     | Piotr Reiss        | 1997, 1999       |
| 12     | Hernán Rengifo     | 2008             |
| 12     | Christian Gytkjær  | 2019             |
| 12     | Mikael Ishak       | 2021             |
| 11     | Teodor Anioła      | 1954             |
| 11     | Bogusław Pachelski | 1989             |
| 11     | Piotr Reiss        | 1998, 2006       |
| 11     | Artjoms Rudņevs    | 2011             |
| 11     | Bartosz Ślusarski  | 2013             |

## Trenerzy Lecha
Lista obejmuje zmiany trenerów spowodowane zawieszeniem pierwszego trenera przez władze ligi, kiedy to w zastępstwie zawieszonego trenera zespołem kierował asystent. Zawiera liczne poprawki względem zestawienia ze strony klubowej, które są oparte na publikacjach wymienionych w bibliografii u dołu strony.

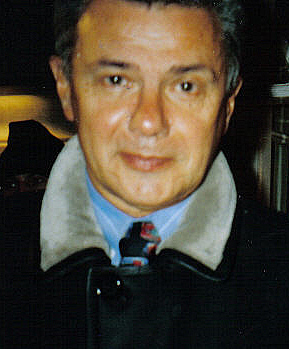
Jerzy Kopa – trener klubu w latach 1976-78, 1978-79, 1989-90, 1990-91, 1998

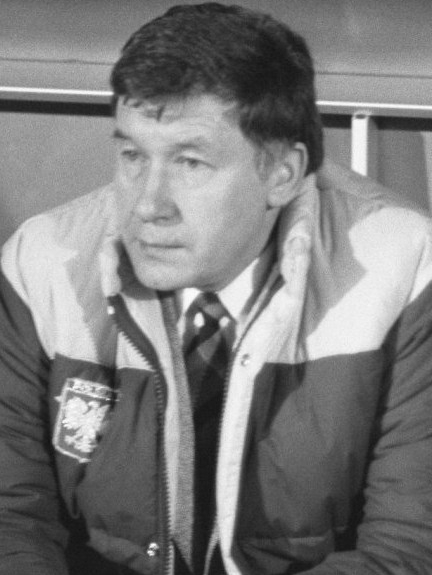
Wojciech Łazarek – trener klubu w latach 1980-84

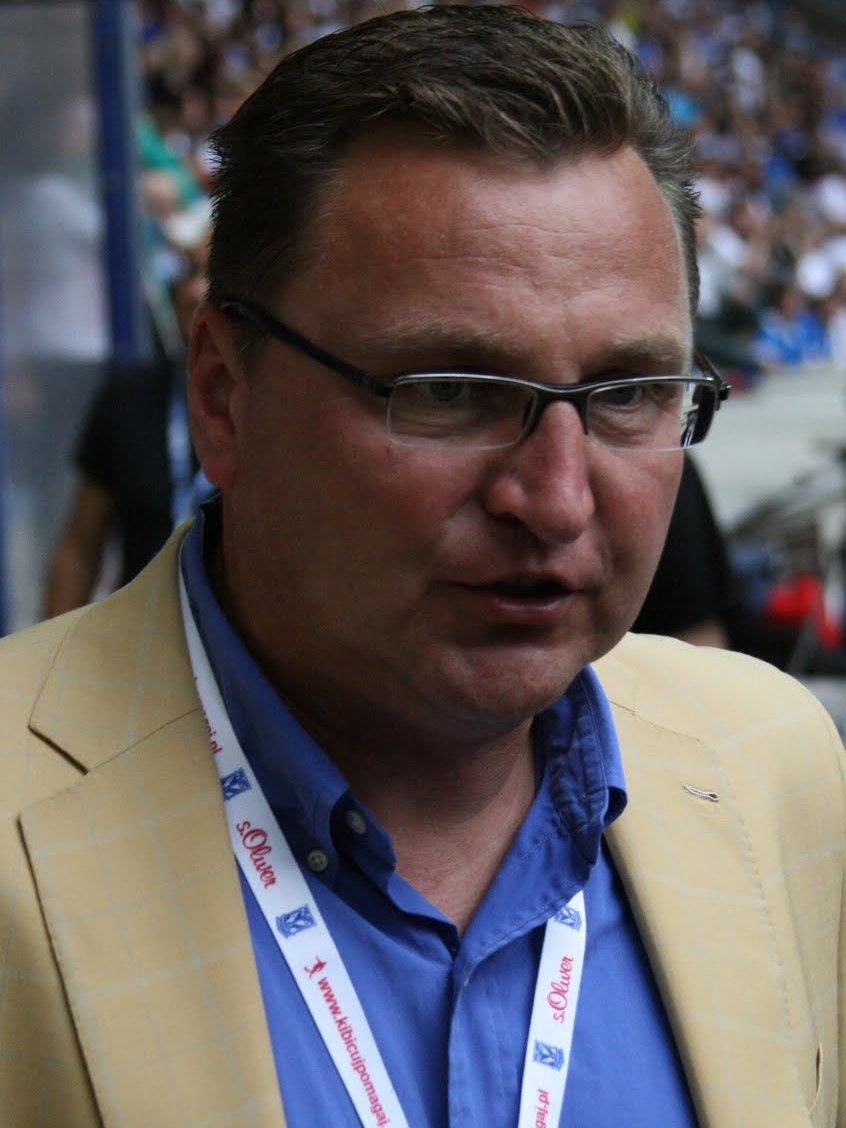
Czesław Michniewicz – trener klubu w latach 2003-06

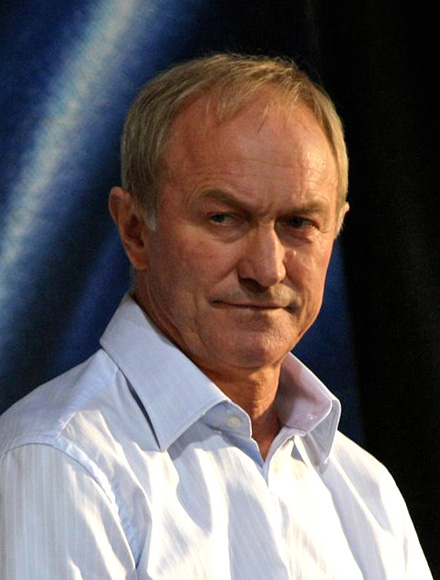
Franciszek Smuda – trener klubu w latach 2006-09

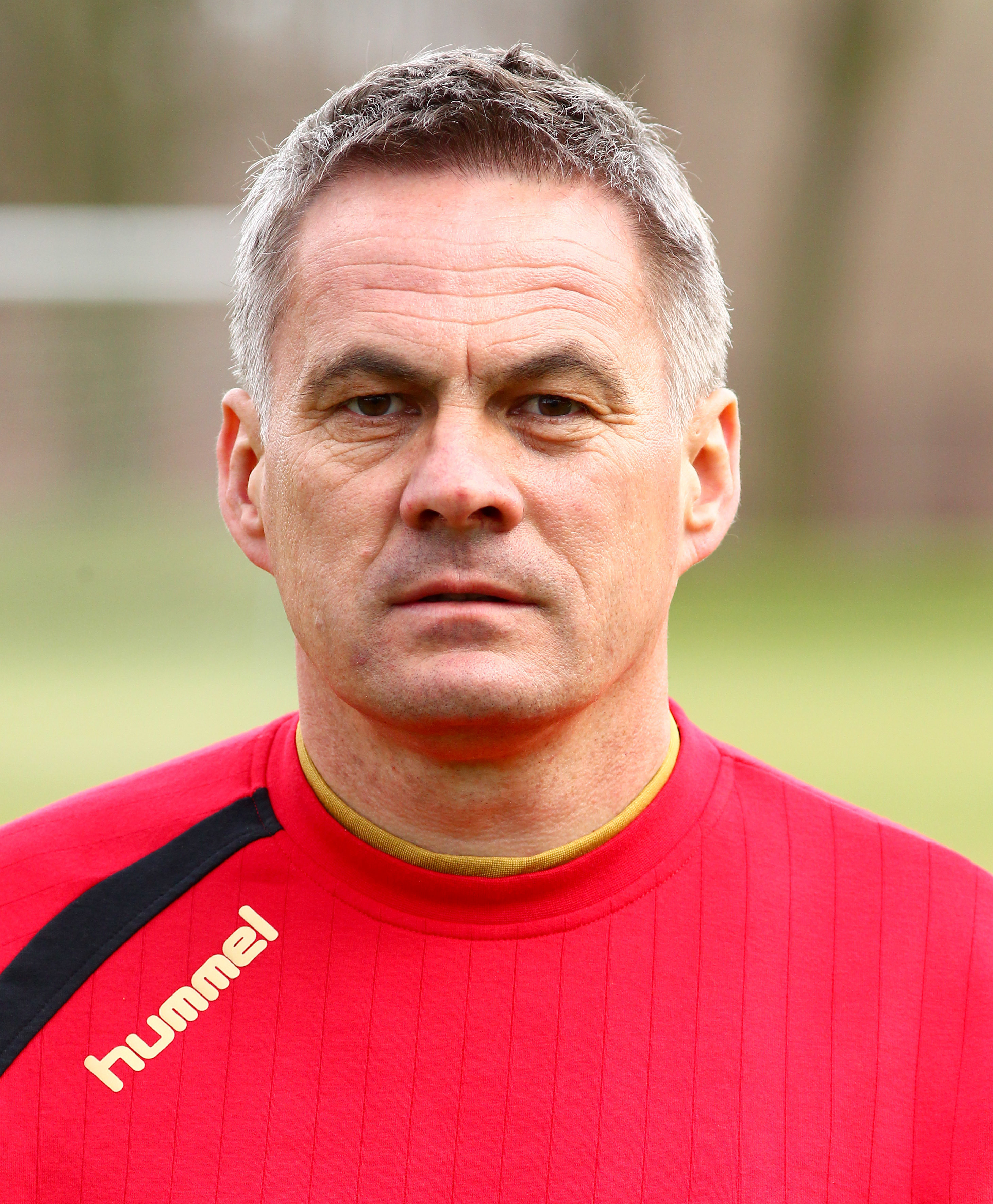
Jacek Zieliński – trener klubu w latach 2009-10

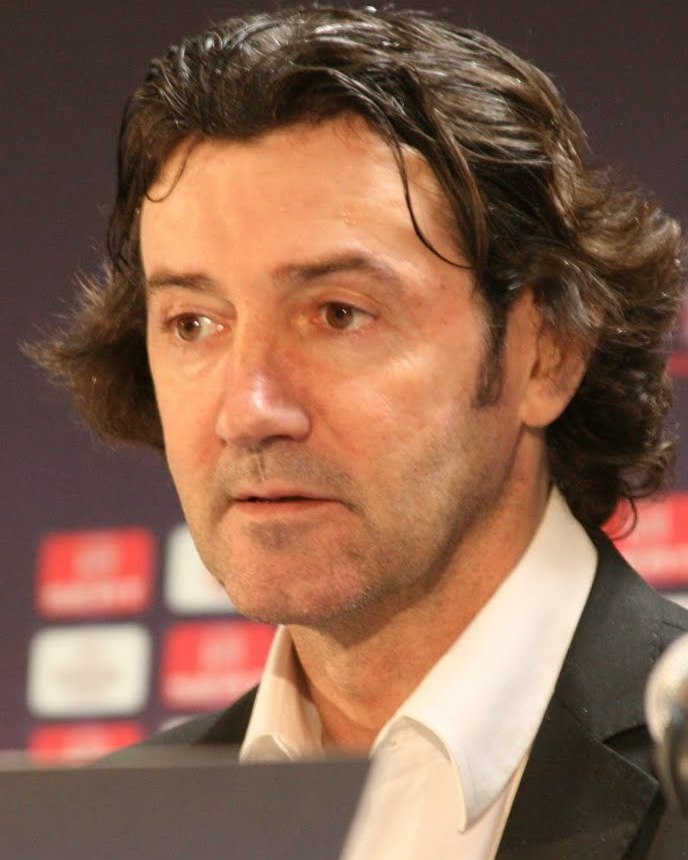
José Mari Bakero – trener klubu w latach 2010-12

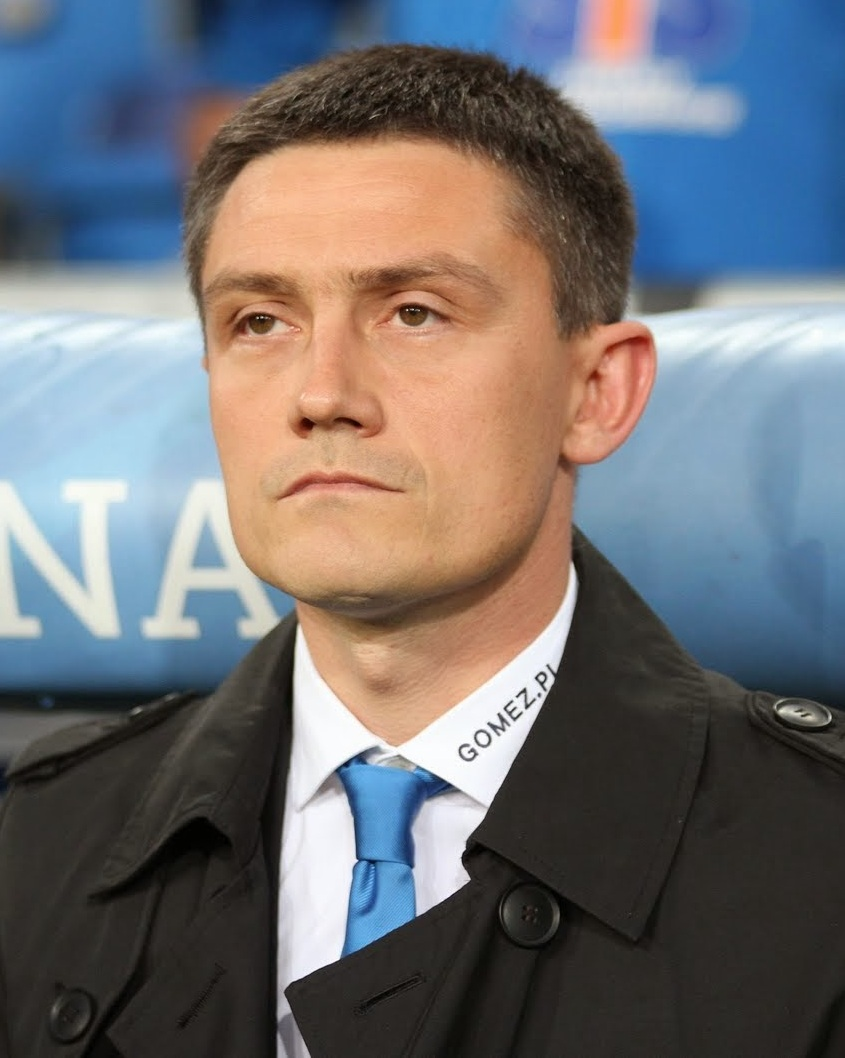
Mariusz Rumak – trener klubu w latach 2012-14 i 2023-24

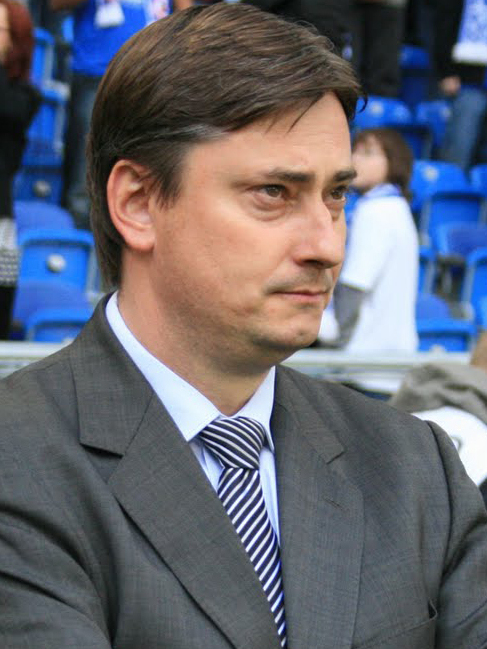
Maciej Skorża – trener klubu w latach 2014-15 i 2021-22

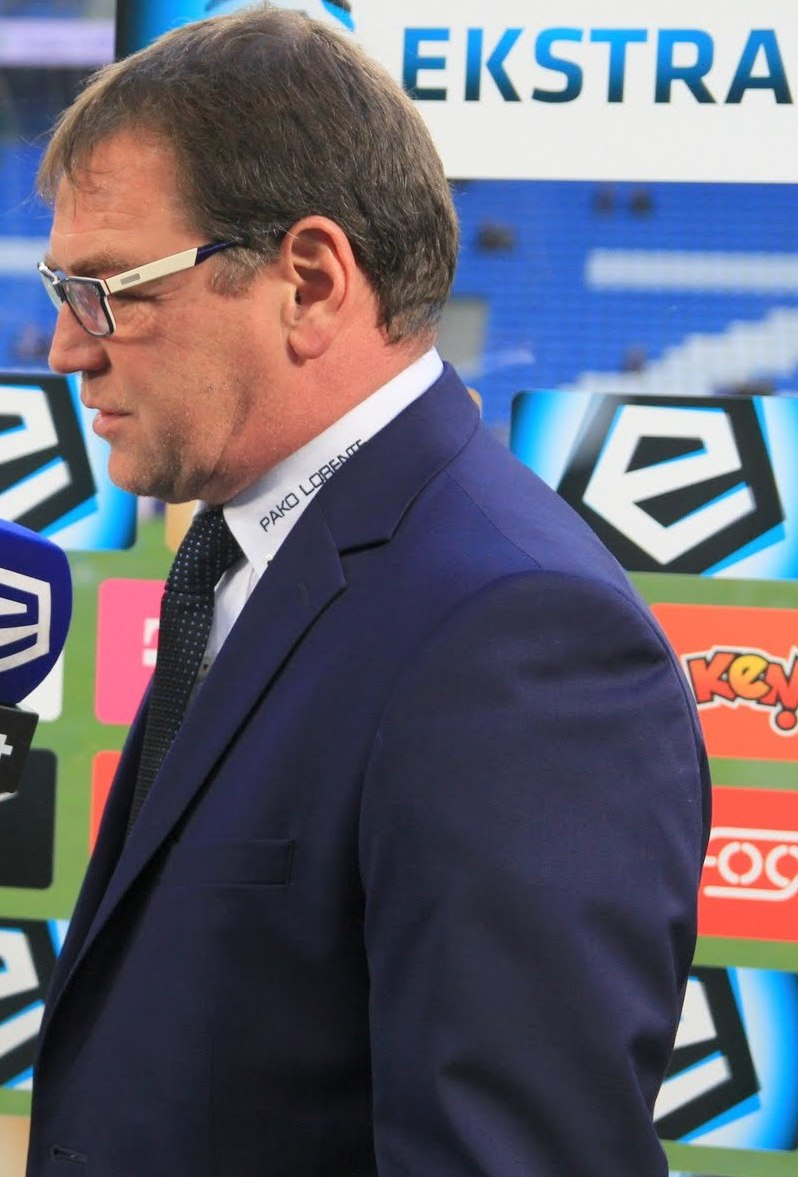
Jan Urban – trener klubu w latach 2015-16

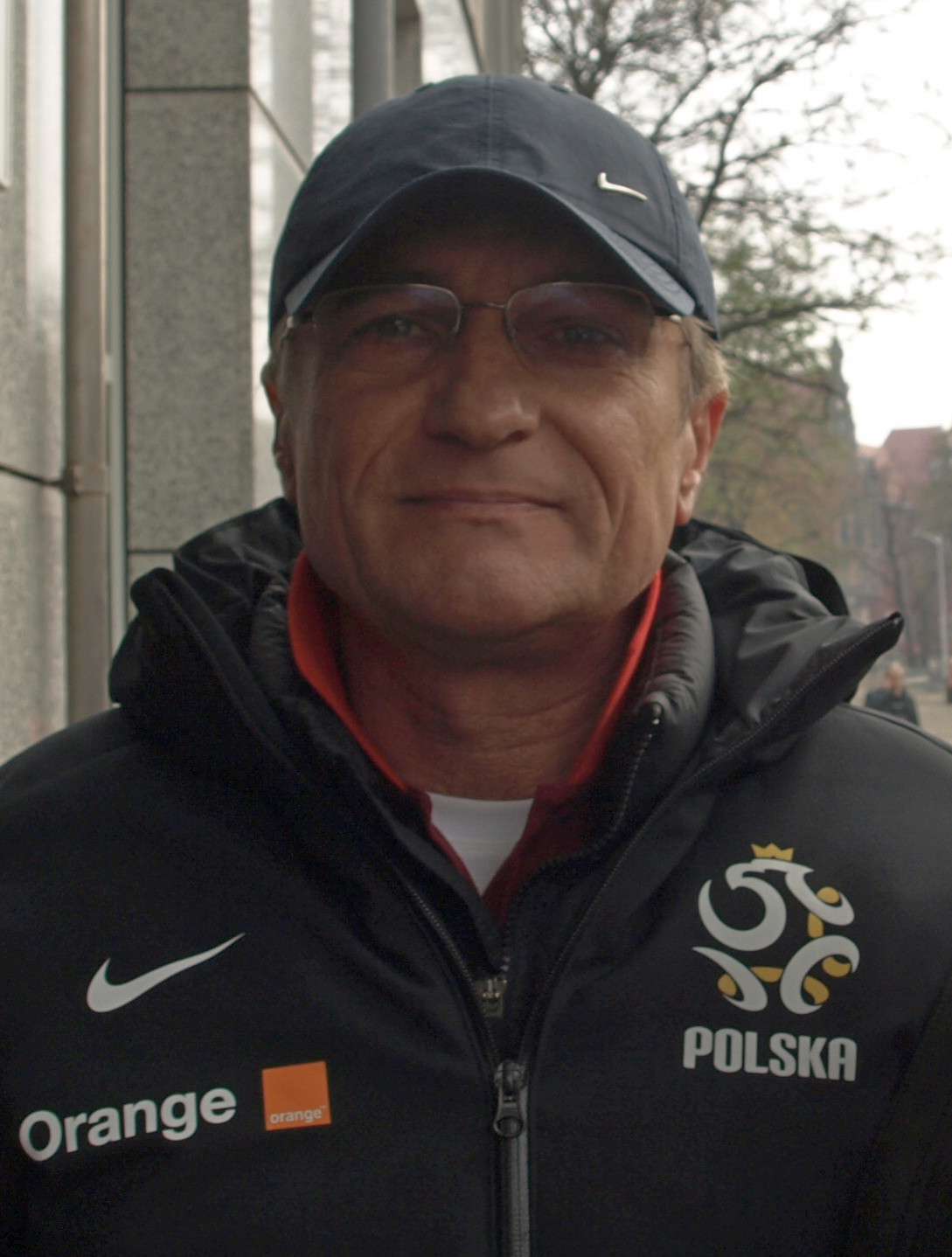
Adam Nawałka – trener klubu w latach 2018-19

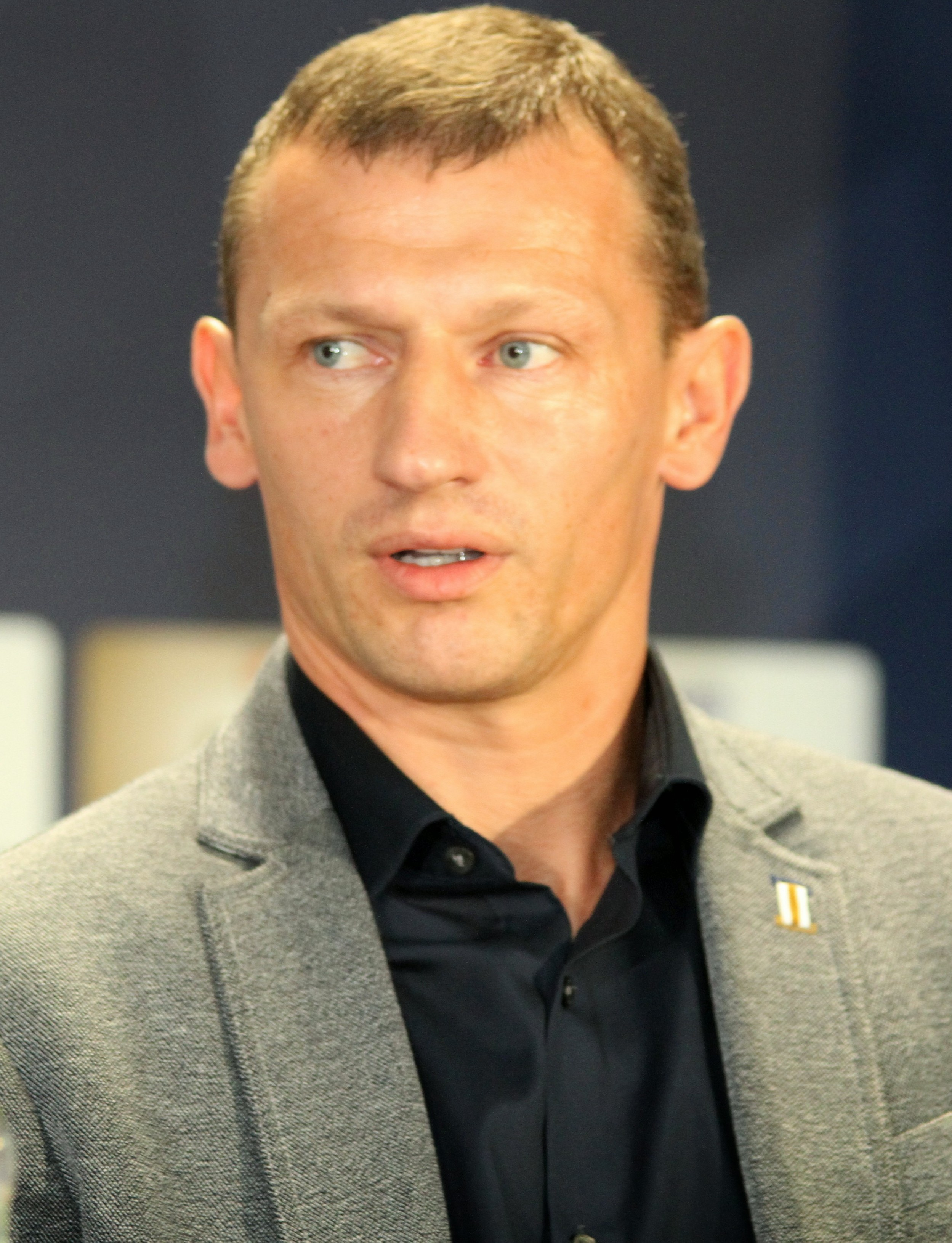
Dariusz Żuraw – trener klubu w latach 2018, 2019-20, 2020-21

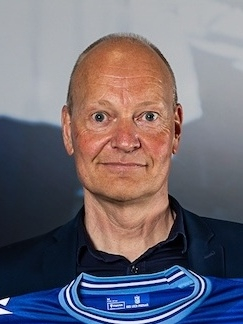
Niels Frederiksen – trener klubu od 2024

| Lp.  | Imię i nazwisko                                    | Okres urzędowania | Okres urzędowania |
| ---- | -------------------------------------------------- | ----------------- | ----------------- |
| 1.   | Stanisław Kwiatkowski                              | 01.1932           | 10.05.1938        |
| 2.   | A. Klemens Pawlak                                  | 11.05.1938        | 08.1939           |
| 3.   | Franciszek Bródka                                  | 07.1945           | 15.08.1946        |
| 4.   | Pavel Lovas                                        | 15.08.1946        | 31.03.1947        |
| 5.   | Franciszek Bródka                                  | 01.04.1947        | 05.1948           |
| 6.   | Marcel Demunyck                                    | 06.1948           | 28.02.1949        |
| 7.   | Antoni Böttcher                                    | 01.03.1949        | 31.12.1949        |
| 8.   | Artur Walter                                       | 01.01.1950        | 31.05.1950        |
| 9.   | Antoni Böttcher                                    | 01.06.1950        | 31.07.1950        |
| 10.  | Antoni Böttcher Franciszek Bródka                  | 01.08.1950        | 08.06.1951        |
| 11.  | Mieczysław Balcer                                  | 08.06.1951        | 31.12.1952        |
| 12.  | Artur Woźniak                                      | 01.01.1953        | 31.07.1953        |
| 13.  | Edmund Białas                                      | 01.08.1953        | 31.12.1953        |
| 14.  | Mieczysław Tarka                                   | 01.01.1954        | 20.05.1957        |
| 15.  | Edmund Białas                                      | 21.05.1957        | 31.07.1957        |
| 16.  | Wilhelm Lugr                                       | 01.08.1957        | 30.11.1958        |
| 17.  | Henryk Czapczyk                                    | 01.12.1959        | 10.09.1961        |
| 18.  | Mieczysław Tarka                                   | 10.09.1961        | 15.11.1962        |
| 19.  | Zygfryd Słoma                                      | 16.11.1962        | 30.06.1963        |
| 20.  | Edward Drabiński                                   | 01.08.1963        | 14.04.1964        |
| 21.  | Henryk Czapczyk                                    | 15.04.1964        | 15.06.1964        |
| 22.  | Zygfryd Słoma                                      | 16.07.1964        | 05.09.1965        |
| 23.  | Edmund Białas                                      | 12.09.1965        | 10.05.1966        |
| 24.  | Edward Brzozowski                                  | 10.05.1966        | 03.07.1966        |
| 25.  | Edmund Białas                                      | 04.07.1966        | 10.10.1966        |
| 26.  | Mieczysław Tarka                                   | 10.10.1966        | 31.12.1968        |
| 27.  | Edmund Białas                                      | 01.09.1969        | 30.06.1972        |
| 28.  | Edmund Białas Mieczysław Chudziak                  | 01.07.1972        | 16.08.1972        |
| 29.  | Augustyn Dziwisz                                   | 16.08.1972        | 06.04.1973        |
| 30.  | Janusz Pekowski                                    | 07.04.1973        | 30.06.1975        |
| 31.  | Aleksander Hradecki                                | 01.07.1975        | 31.03.1976        |
| 32.  | Mieczysław Chudziak Edmund Białas                  | 01.04.1976        | 15.09.1976        |
| 33.  | Mieczysław Chudziak                                | 16.09.1976        | 30.09.1976        |
| 34.  | Wojciech Wąsikiewicz                               | 01.10.1976        | 05.10.1976        |
| 35.  | Jerzy Kopa                                         | 01.10.1976        | 25.08.1978        |
| 36.  | Roman Łoś                                          | 26.08.1978        | 26.08.1978        |
| 37.  | Jerzy Kopa                                         | 27.08.1978        | 20.10.1979        |
| 38.  | Roman Łoś                                          | 20.10.1979        | 31.12.1979        |
| 39.  | Wojciech Łazarek                                   | 01.01.1980        | 31.12.1984        |
| 40.  | Leszek Jezierski Jacek Machciński                  | 01.01.1985        | 25.05.1985        |
| 41.  | Włodzimierz Jakubowski                             | 27.05.1985        | 30.11.1986        |
| 42.  | Bronisław Waligóra                                 | 01.12.1986        | 08.05.1987        |
| 43.  | Jerzy Kasalik Teodor Napierała                     | 09.05.1987        | 23.05.1987        |
| 44.  | Bronisław Waligóra                                 | 24.05.1987        | 31.08.1987        |
| 45.  | Jerzy Kasalik Teodor Napierała                     | 05.09.1987        | 05.09.1987        |
| 46.  | Grzegorz Szerszenowicz                             | 07.09.1987        | 30.06.1988        |
| 47.  | Henryk Apostel                                     | 01.06.1988        | 30.11.1988        |
| 48.  | Andrzej Strugarek                                  | 12.12.1988        | 22.08.1989        |
| 49.  | Jerzy Kopa Andrzej Strugarek                       | 22.08.1989        | 19.09.1990        |
| 50.  | Andrzej Strugarek                                  | 20.09.1990        | 01.10.1990        |
| 51.  | Jerzy Kopa Andrzej Strugarek                       | 02.10.1990        | 05.05.1991        |
| 52.  | Andrzej Strugarek                                  | 06.05.1991        | 19.05.1991        |
| 53.  | Henryk Apostel                                     | 20.05.1991        | 05.04.1993        |
| 54.  | Roman Jakóbczak                                    | 06.04.1993        | 19.11.1993        |
| 55.  | Jan Stępczak                                       | 20.11.1993        | 18.03.1994        |
| 56.  | Ryszard Matłoka                                    | 19.03.1994        | 19.03.1994        |
| 57.  | Jan Stępczak                                       | 20.03.1994        | 30.06.1994        |
| 58.  | Romuald Szukiełowicz                               | 01.07.1994        | 30.06.1995        |
| 59.  | Zbigniew Franiak                                   | 01.07.1995        | 09.05.1996        |
| 60.  | Remigiusz Marchlewicz                              | 09.05.1996        | 30.06.1996        |
| 61.  | Ryszard Polak                                      | 01.07.1996        | 15.05.1997        |
| 62.  | Remigiusz Marchlewicz                              | 16.05.1997        | 30.06.1997        |
| 63.  | Krzysztof Pawlak                                   | 01.07.1997        | 18.03.1998        |
| 64.  | Remigiusz Marchlewicz                              | 18.03.1998        | 23.03.1998        |
| 65.  | Jerzy Kopa                                         | 24.03.1998        | 29.04.1998        |
| 66.  | Remigiusz Marchlewicz                              | 29.04.1998        | 16.05.1998        |
| 67.  | Adam Topolski                                      | 17.05.1998        | 05.09.1999        |
| 68.  | Marian Kurowski                                    | 09.09.1999        | 09.04.2000        |
| 69.  | Zbigniew Franiak                                   | 10.04.2000        | 17.04.2000        |
| 70.  | Wojciech Wąsikiewicz                               | 17.04.2000        | 28.05.2000        |
| 71.  | Adolf Pinter                                       | 29.05.2000        | 28.08.2000        |
| 72.  | Adam Topolski                                      | 29.08.2000        | 01.04.2001        |
| 73.  | Bogusław Baniak                                    | 02.04.2001        | 28.09.2002        |
| 74.  | Czesław Jakołcewicz                                | 29.09.2002        | 26.11.2002        |
| 75.  | Bohumil Páník                                      | 26.11.2002        | 30.06.2003        |
| 76.  | Libor Pala                                         | 30.06.2003        | 14.09.2003        |
| 77.  | Czesław Michniewicz                                | 14.09.2003        | 30.06.2006        |
| 78.  | Franciszek Smuda                                   | 30.06.2006        | 04.06.2009        |
| 79.  | Jacek Zieliński                                    | 05.06.2009        | 23.09.2010        |
| 80.  | Ryszard Kuźma                                      | 24.09.2010        | 03.10.2010        |
| 81.  | Jacek Zieliński                                    | 04.10.2010        | 03.11.2010        |
| 82.  | José Mari Bakero                                   | 03.11.2010        | 25.02.2012        |
| 83.  | Mariusz Rumak                                      | 25.02.2012        | 12.08.2014        |
| 84.  | Krzysztof Chrobak                                  | 12.08.2014        | 31.08.2014        |
| 85.  | Maciej Skorża                                      | 01.09.2014        | 12.10.2015        |
| 86.  | Jan Urban                                          | 12.10.2015        | 29.08.2016        |
| 87.  | Nenad Bjelica                                      | 30.08.2016        | 09.03.2017        |
| 88.  | Rene Poms                                          | 10.03.2017        | 10.03.2017        |
| 89.  | Nenad Bjelica                                      | 11.03.2017        | 30.09.2017        |
| 90.  | Rene Poms                                          | 01.10.2017        | 13.10.2017        |
| 91.  | Nenad Bjelica                                      | 14.10.2017        | 09.12.2017        |
| 92.  | Rene Poms                                          | 10.12.2017        | 13.12.2017        |
| 93.  | Nenad Bjelica                                      | 14.12.2017        | 10.05.2018        |
| 94.  | Jarosław Araszkiewicz Tomasz Rząsa Rafał Ulatowski | 10.05.2018        | 20.05.2018        |
| 95.  | Ivan Đurđević                                      | 21.05.2018        | 04.11.2018        |
| 96.  | Dariusz Żuraw                                      | 05.11.2018        | 25.11.2018        |
| 97.  | Adam Nawałka                                       | 25.11.2018        | 31.03.2019        |
| 98.  | Dariusz Żuraw                                      | 31.03.2019        | 08.06.2020        |
| 99.  | Karol Bartkowiak Dariusz Skrzypczak                | 09.06.2020        | 09.06.2020        |
| 100. | Dariusz Żuraw                                      | 10.06.2020        | 06.04.2021        |
| 101. | Janusz Góra                                        | 07.04.2021        | 11.04.2021        |
| 102. | Maciej Skorża                                      | 12.04.2021        | 06.06.2022        |
| 103. | John van den Brom                                  | 15.06.2022        | 17.12.2023        |
| 104. | Mariusz Rumak                                      | 17.12.2023        | 30.06.2024        |
| 105. | Niels Frederiksen                                  | 01.07.2024        | obecnie           |

## Prezesi Lecha
Źródło
| Lp. | Imię i nazwisko      | Okres urzędowania | Okres urzędowania |
| --- | -------------------- | ----------------- | ----------------- |
| 1.  | Jan Nowak            | 08.1920           | 04.1922           |
| 2.  | Leon Nowicki         | 05.1922           | 07.1922           |
| 3.  | Antoni Stachowski    | 07.1922           | 01.1924           |
| 4.  | Leon Nowicki         | 09.1925           | 03.1926           |
| 5.  | Stanisław Dereziński | 04.1926           | 04.1930           |
| 6.  | Edmund Nowakowski    | 05.1930           | 07.1933           |
| 7.  | Józef Chrobak        | 07.1933           | 12.01.1935        |
| 8.  | Wojciech Pater       | 12.01.1935        | 01.1936           |
| 9.  | Michał Małaczyński   | 01.1936           | 01.1938           |
| 10. | Włodzimierz Gorzecki | 01.1938           | 09.1939           |
| 11. | Józef Chrobak        | 16.03.1945        | 23.06.1945        |
| 12. | Tadeusz Zawiślak     | 23.06.1945        | 12.1946           |
| 13. | Stanisław Nawrocki   | 12.1946           | 09.01.1948        |
| 14. | Tadeusz Bronowski    | 09.01.1948        | 02.1951           |
| 15. | Jan Szafrański       | 02.1951           | 05.1954           |
| 16. | Franciszek Ciastko   | 05.1954           | 12.1954           |
| 17. | Tadeusz Bronowski    | 12.1954           | 12.1956           |
| 18. | Tadeusz Wrona        | 12.1956           | 12.1958           |

| Lp. | Imię i nazwisko                  | Okres urzędowania | Okres urzędowania |
| --- | -------------------------------- | ----------------- | ----------------- |
| 19. | Zygmunt Sobczak                  | 17.02.1959        | 12.02.1962        |
| 20. | Wacław Drab                      | 12.02.1962        | 21.09.1975        |
| 21. | Mirosław Sadowski                | 27.10.1975        | 11.1977           |
| 22. | Stanisław Chełstowski            | 11.1977           | 01.08.1978        |
| 23. | Mirosław Sadowski                | 01.08.1978        | 11.1979           |
| 24. | Stanisław Stachnik               | 11.1979           | 06.03.1980        |
| 25. | Bogdan Zeidler                   | 06.03.1980        | 15.02.1991        |
| 26. | Jerzy Borowiak                   | 15.02.1991        | 01.10.1993        |
| 27. | Jan Grodziski                    | 27.11.1993        | 29.03.1994        |
| 28. | Ryszard Dolata                   | 29.03.1994        | 18.06.1998        |
| 29. | Jakub A. Grajewski               | 18.06.1998        | 11.12.1998        |
| 30. | Ryszard Dolata                   | 11.12.1998        | 07.07.1999        |
| 31. | Stanisław Butka                  | 07.07.1999        | 02.06.2000        |
| 32. | Radosław Majchrzak               | 02.06.2000        | 09.05.2006        |
| 33. | Andrzej Kadziński                | 09.05.2006        | 31.10.2011        |
| 34. | Karol Klimczak                   | 01.11.2011        | 01.01.2021        |
| 35. | Karol Klimczak i Piotr Rutkowski | 01.01.2021        | nadal             |